# Eleições legislativas de 2009 em Barcelos

## Resultados Oficiais
| Partido                 | Partido                        | Votos   | %               | +/-   |
| ----------------------- | ------------------------------ | ------- | --------------- | ----- |
|                         | Partido Social Democrata       | 26 764  | 37,05 / 100,00  | 5,24  |
|                         | Partido Socialista             | 26 532  | 36,73 / 100,00  | 1,10  |
|                         | CDS – Partido Popular          | 7 729   | 10,70 / 100,00  | 2,16  |
|                         | Bloco de Esquerda              | 5 004   | 6,93 / 100,00   | 4,21  |
|                         | Coligação Democrática Unitária | 2 083   | 2,88 / 100,00   | 0,16  |
|                         | Partido da Nova Democracia     | 890     | 1,23 / 100,00   | 0,08  |
|                         | Outros                         | 1 420   | 1,96 / 100,00   |       |
| Votos Inválidos         | Votos Inválidos                | 1 814   | 2,51 / 100,00   | 0,37  |
| Total                   | Total                          | 72 236  | 100,00 / 100,00 |       |
| Eleitorado/Participação | Eleitorado/Participação        | 105 871 | 68,23 / 100,00  | 4,46  |
| Fonte                   | Fonte                          | [ 1 ]   | [ 1 ]           | [ 1 ] |

## Resultados por Freguesia
Os resultados seguintes referem-se aos partidos que obtiveram mais de 1,00% dos votos:
| Freguesia                    | %     | %     | %     | %     | %    | %     | Votantes |
| Freguesia                    | PSD   | PS    | CDS   | BE    | CDU  | PND   | Votantes |
| ---------------------------- | ----- | ----- | ----- | ----- | ---- | ----- | -------- |
| Abade de Neiva               | 35,08 | 38,62 | 9,70  | 7,00  | 2,45 | 0,76  | 1 186    |
| Aborim                       | 27,18 | 42,39 | 11,81 | 8,74  | 3,72 | 1,29  | 618      |
| Adães                        | 33,93 | 41,92 | 8,38  | 5,99  | 5,79 | 0,20  | 501      |
| Aguiar                       | 44,97 | 28,11 | 9,47  | 6,21  | 4,14 | 0,89  | 338      |
| Airó                         | 38,78 | 36,00 | 10,78 | 6,96  | 2,43 | 0,52  | 575      |
| Aldreu                       | 32,57 | 46,89 | 6,22  | 4,98  | 3,53 | 1,04  | 482      |
| Alheira                      | 51,01 | 30,46 | 7,47  | 3,30  | 1,15 | 2,16  | 696      |
| Alvelos                      | 36,48 | 38,42 | 11,93 | 6,04  | 2,01 | 0,85  | 1 291    |
| Alvito São Martinho          | 43,06 | 28,13 | 11,46 | 7,99  | 2,78 | 1,74  | 288      |
| Alvito São Pedro             | 26,85 | 26,58 | 15,07 | 11,78 | 2,19 | 12,88 | 365      |
| Arcozelo                     | 20,94 | 48,05 | 7,47  | 12,39 | 5,90 | 0,75  | 6 537    |
| Areias                       | 37,45 | 37,88 | 9,14  | 7,69  | 1,74 | 1,45  | 689      |
| Areias de Vilar              | 40,51 | 32,10 | 12,10 | 5,61  | 4,33 | 0,89  | 785      |
| Balugães                     | 45,19 | 29,22 | 11,25 | 5,08  | 2,90 | 0     | 551      |
| Barcelinhos                  | 28,09 | 40,44 | 10,79 | 9,47  | 5,93 | 1,24  | 1 214    |
| Barcelos                     | 30,08 | 36,10 | 9,97  | 12,77 | 5,40 | 0,83  | 3 391    |
| Barqueiros                   | 37,03 | 43,25 | 9,72  | 2,82  | 1,65 | 1,26  | 1 029    |
| Bastuço Santo Estêvão        | 49,29 | 33,93 | 7,14  | 2,14  | 3,21 | 0     | 280      |
| Bastuço São João             | 40,10 | 41,62 | 8,63  | 5,84  | 1,27 | 0,25  | 394      |
| Cambeses                     | 25,15 | 52,98 | 5,22  | 5,71  | 5,95 | 0,61  | 823      |
| Campo                        | 40,34 | 36,50 | 10,43 | 3,99  | 1,23 | 0,92  | 652      |
| Carapeços                    | 40,76 | 34,68 | 11,35 | 5,43  | 2,27 | 0,81  | 1 234    |
| Carreira                     | 33,75 | 41,87 | 8,35  | 5,98  | 4,18 | 1,13  | 886      |
| Carvalhal                    | 36,55 | 34,16 | 17,18 | 4,58  | 2,77 | 1,24  | 1 048    |
| Carvalhas                    | 44,87 | 36,92 | 9,74  | 3,08  | 2,05 | 0     | 390      |
| Chavão                       | 54,82 | 28,90 | 9,17  | 3,44  | 0,46 | 0,23  | 436      |
| Chorente                     | 56,70 | 22,14 | 13,98 | 2,72  | 0,58 | 1,36  | 515      |
| Cossourado                   | 40,12 | 33,53 | 14,92 | 3,10  | 1,36 | 2,91  | 516      |
| Courel                       | 53,99 | 17,48 | 16,26 | 5,21  | 0,92 | 0,31  | 326      |
| Couto                        | 32,61 | 30,87 | 11,74 | 5,22  | 3,04 | 12,61 | 230      |
| Creixomil                    | 33,68 | 34,37 | 16,93 | 5,01  | 1,73 | 0,52  | 579      |
| Cristelo                     | 42,98 | 28,46 | 17,17 | 4,74  | 0,95 | 0,57  | 1 054    |
| Durrães                      | 55,51 | 16,73 | 15,71 | 4,29  | 2,04 | 1,22  | 490      |
| Encourados                   | 46,75 | 26,63 | 14,55 | 3,72  | 0,93 | 2,48  | 323      |
| Faria                        | 43,79 | 29,66 | 15,54 | 2,54  | 3,11 | 1,41  | 354      |
| Feitos                       | 31,89 | 45,20 | 8,36  | 5,57  | 1,86 | 0,31  | 323      |
| Fonte Coberta                | 35,38 | 40,54 | 9,09  | 4,91  | 4,18 | 1,23  | 407      |
| Fornelos                     | 43,56 | 24,01 | 22,03 | 3,96  | 1,79 | 1,49  | 404      |
| Fragoso                      | 41,13 | 31,97 | 14,15 | 5,41  | 1,75 | 0,50  | 1 201    |
| Galegos Santa Maria          | 44,35 | 31,42 | 9,27  | 7,03  | 1,74 | 1,69  | 1 779    |
| Galegos São Martinho         | 39,01 | 35,25 | 9,33  | 6,64  | 1,35 | 3,68  | 1 115    |
| Gamil                        | 37,45 | 34,82 | 10,93 | 9,31  | 1,62 | 1,42  | 494      |
| Gilmonde                     | 46,80 | 32,79 | 9,34  | 4,13  | 1,52 | 0,33  | 921      |
| Goios                        | 43,48 | 31,06 | 17,39 | 4,35  | 1,24 | 0,62  | 322      |
| Grimancelos                  | 42,44 | 38,70 | 5,50  | 7,86  | 0,79 | 0     | 509      |
| Gueral                       | 50,55 | 17,71 | 23,25 | 5,17  | 0,37 | 0,74  | 271      |
| Igreja Nova                  | 51,67 | 27,88 | 7,43  | 3,72  | 1,49 | 0,74  | 269      |
| Lama                         | 45,52 | 28,08 | 10,16 | 3,23  | 1,31 | 6,21  | 837      |
| Lijó                         | 37,47 | 38,70 | 10,03 | 6,62  | 2,12 | 1,43  | 1 465    |
| Macieira de Rates            | 51,43 | 15,77 | 24,62 | 3,04  | 0,67 | 0,34  | 1 186    |
| Manhente                     | 37,91 | 35,95 | 8,03  | 9,99  | 2,43 | 1,03  | 1 071    |
| Mariz                        | 28,88 | 49,82 | 8,66  | 6,86  | 1,08 | 0     | 277      |
| Martim                       | 35,02 | 41,89 | 7,18  | 6,01  | 4,29 | 1,01  | 1 282    |
| Midões                       | 22,11 | 61,72 | 4,62  | 5,61  | 1,98 | 0     | 303      |
| Milhazes                     | 50,67 | 27,95 | 13,30 | 2,19  | 1,68 | 0,84  | 594      |
| Minhotães                    | 45,25 | 36,13 | 8,57  | 2,42  | 2,23 | 0,37  | 537      |
| Monte de Fralães             | 40,85 | 30,52 | 13,62 | 6,57  | 1,88 | 1,41  | 213      |
| Moure                        | 39,82 | 36,49 | 9,12  | 3,68  | 5,61 | 0,18  | 570      |
| Negreiros                    | 62,68 | 15,53 | 15,26 | 2,21  | 0,18 | 0,83  | 1 088    |
| Oliveira                     | 52,63 | 26,48 | 7,97  | 4,15  | 1,28 | 1,91  | 627      |
| Palme                        | 47,28 | 27,37 | 14,62 | 4,04  | 0,47 | 0,62  | 643      |
| Panque                       | 47,34 | 23,14 | 12,77 | 9,31  | 2,13 | 1,33  | 376      |
| Paradela                     | 60,08 | 19,12 | 12,61 | 2,52  | 1,26 | 1,68  | 476      |
| Pedra Furada                 | 38,60 | 39,34 | 9,19  | 6,99  | 1,84 | 0,74  | 272      |
| Pereira                      | 35,27 | 34,06 | 17,51 | 6,16  | 1,57 | 0,48  | 828      |
| Perelhal                     | 38,60 | 37,85 | 11,40 | 4,84  | 1,18 | 1,61  | 930      |
| Pousa                        | 36,14 | 40,83 | 9,70  | 5,00  | 3,41 | 1,14  | 1 320    |
| Quintiães                    | 45,52 | 20,76 | 21,42 | 5,42  | 1,89 | 0,71  | 424      |
| Remelhe                      | 38,16 | 30,92 | 18,53 | 5,04  | 2,63 | 0,77  | 912      |
| Rio Covo Santa Eugénia       | 29,00 | 48,92 | 4,33  | 7,95  | 3,41 | 1,55  | 969      |
| Rio Covo Santa Eulália       | 31,50 | 47,33 | 8,67  | 4,17  | 4,00 | 1,33  | 600      |
| Roriz                        | 48,37 | 23,58 | 12,78 | 6,35  | 2,06 | 2,14  | 1 166    |
| Sequeade                     | 27,69 | 51,59 | 5,98  | 8,37  | 1,39 | 0,20  | 502      |
| Silva                        | 29,11 | 46,43 | 8,44  | 7,86  | 2,62 | 0,87  | 687      |
| Silveiros                    | 39,04 | 35,80 | 9,88  | 6,02  | 2,93 | 1,54  | 648      |
| Tamel Santa Leocádia         | 39,65 | 39,22 | 9,59  | 3,05  | 1,74 | 0,87  | 459      |
| Tamel São Pedro Fins         | 40,39 | 43,45 | 5,29  | 4,18  | 2,79 | 0,56  | 359      |
| Tamel São Veríssimo          | 26,87 | 47,71 | 6,76  | 11,28 | 2,44 | 1,20  | 1 924    |
| Tregosa                      | 33,77 | 36,68 | 8,71  | 12,14 | 1,58 | 0,79  | 379      |
| Ucha                         | 32,74 | 34,63 | 10,10 | 7,77  | 1,78 | 7,55  | 901      |
| Várzea                       | 31,73 | 46,75 | 7,01  | 6,51  | 2,60 | 0,90  | 999      |
| Viatodos                     | 38,70 | 39,78 | 10,10 | 5,63  | 1,77 | 0,62  | 1 297    |
| Vila Boa                     | 26,21 | 49,77 | 7,36  | 9,43  | 2,07 | 1,03  | 870      |
| Vila Cova                    | 47,78 | 27,18 | 13,26 | 5,35  | 1,57 | 1,15  | 1 214    |
| Vila Frescainha São Martinho | 25,29 | 43,14 | 8,86  | 10,07 | 8,43 | 1,14  | 1 400    |
| Vila Frescainha São Pedro    | 26,22 | 46,01 | 8,26  | 10,76 | 3,46 | 0,38  | 1 041    |
| Vilar de Figos               | 48,34 | 21,99 | 16,88 | 5,12  | 2,30 | 1,28  | 391      |
| Vilar do Monte               | 37,43 | 31,94 | 11,52 | 8,38  | 3,66 | 0,79  | 382      |
| Vila Seca                    | 44,97 | 31,93 | 12,91 | 5,30  | 1,36 | 0,14  | 736      |
| Barcelos                     | 37,05 | 36,73 | 10,70 | 6,93  | 2,88 | 1,23  | 72 236   |

#### Abade de Neiva
| Partido                 | Partido                        | Votos | %               | +/-  |
| ----------------------- | ------------------------------ | ----- | --------------- | ---- |
|                         | Partido Socialista             | 458   | 38,62 / 100,00  | 2,85 |
|                         | Partido Social Democrata       | 416   | 35,08 / 100,00  | 5,72 |
|                         | CDS – Partido Popular          | 115   | 9,70 / 100,00   | 3,12 |
|                         | Bloco de Esquerda              | 83    | 7,00 / 100,00   | 2,71 |
|                         | Coligação Democrática Unitária | 29    | 2,45 / 100,00   | 0,64 |
|                         | Outros                         | 31    | 2,60 / 100,00   |      |
| Votos Inválidos         | Votos Inválidos                | 54    | 4,55 / 100,00   | 1,88 |
| Total                   | Total                          | 1 186 | 100,00 / 100,00 |      |
| Eleitorado/Participação | Eleitorado/Participação        | 1 598 | 74,22 / 100,00  | 1,74 |

#### Aborim
| Partido                 | Partido                        | Votos | %               | +/-  |
| ----------------------- | ------------------------------ | ----- | --------------- | ---- |
|                         | Partido Socialista             | 262   | 42,39 / 100,00  | 5,49 |
|                         | Partido Social Democrata       | 168   | 27,18 / 100,00  | 7,46 |
|                         | CDS – Partido Popular          | 73    | 11,81 / 100,00  | 5,11 |
|                         | Bloco de Esquerda              | 54    | 8,74 / 100,00   | 5,47 |
|                         | Coligação Democrática Unitária | 23    | 3,72 / 100,00   | 0,36 |
|                         | Partido da Nova Democracia     | 8     | 1,29 / 100,00   | 0,34 |
|                         | Outros                         | 18    | 2,92 / 100,00   |      |
| Votos Inválidos         | Votos Inválidos                | 12    | 1,95 / 100,00   | 0,97 |
| Total                   | Total                          | 618   | 100,00 / 100,00 |      |
| Eleitorado/Participação | Eleitorado/Participação        | 905   | 68,29 / 100,00  | 3,73 |

#### Adães
| Partido                 | Partido                        | Votos | %               | +/-  |
| ----------------------- | ------------------------------ | ----- | --------------- | ---- |
|                         | Partido Socialista             | 210   | 41,92 / 100,00  | 4,50 |
|                         | Partido Social Democrata       | 170   | 33,93 / 100,00  | 7,08 |
|                         | CDS – Partido Popular          | 42    | 8,38 / 100,00   | 0,56 |
|                         | Bloco de Esquerda              | 30    | 5,99 / 100,00   | 0,49 |
|                         | Coligação Democrática Unitária | 29    | 5,79 / 100,00   | 1,56 |
|                         | Outros                         | 7     | 1,40 / 100,00   |      |
| Votos Inválidos         | Votos Inválidos                | 13    | 2,60 / 100,00   | 0,91 |
| Total                   | Total                          | 501   | 100,00 / 100,00 |      |
| Eleitorado/Participação | Eleitorado/Participação        | 663   | 75,57 / 100,00  | 0,37 |

#### Aguiar
| Partido                 | Partido                        | Votos | %               | +/-  |
| ----------------------- | ------------------------------ | ----- | --------------- | ---- |
|                         | Partido Social Democrata       | 152   | 44,97 / 100,00  | 0,61 |
|                         | Partido Socialista             | 95    | 28,11 / 100,00  | 5,59 |
|                         | CDS – Partido Popular          | 32    | 9,47 / 100,00   | 1,30 |
|                         | Bloco de Esquerda              | 21    | 6,21 / 100,00   | 3,45 |
|                         | Coligação Democrática Unitária | 14    | 4,14 / 100,00   | 2,21 |
|                         | Outros                         | 13    | 3,87 / 100,00   |      |
| Votos Inválidos         | Votos Inválidos                | 11    | 3,26 / 100,00   | 0,50 |
| Total                   | Total                          | 338   | 100,00 / 100,00 |      |
| Eleitorado/Participação | Eleitorado/Participação        | 525   | 64,38 / 100,00  | 8,75 |

#### Airó
| Partido                 | Partido                        | Votos | %               | +/-  |
| ----------------------- | ------------------------------ | ----- | --------------- | ---- |
|                         | Partido Social Democrata       | 223   | 38,78 / 100,00  | 2,92 |
|                         | Partido Socialista             | 207   | 36,00 / 100,00  | 4,75 |
|                         | CDS – Partido Popular          | 62    | 10,78 / 100,00  | 2,48 |
|                         | Bloco de Esquerda              | 40    | 6,96 / 100,00   | 3,56 |
|                         | Coligação Democrática Unitária | 14    | 2,43 / 100,00   | 0,92 |
|                         | Outros                         | 17    | 2,95 / 100,00   |      |
| Votos Inválidos         | Votos Inválidos                | 12    | 2,09 / 100,00   | 0,01 |
| Total                   | Total                          | 575   | 100,00 / 100,00 |      |
| Eleitorado/Participação | Eleitorado/Participação        | 849   | 67,73 / 100,00  | 3,99 |

#### Aldreu
| Partido                 | Partido                        | Votos | %               | +/-  |
| ----------------------- | ------------------------------ | ----- | --------------- | ---- |
|                         | Partido Socialista             | 226   | 46,89 / 100,00  | 1,17 |
|                         | Partido Social Democrata       | 157   | 32,57 / 100,00  | 4,93 |
|                         | CDS – Partido Popular          | 30    | 6,22 / 100,00   | 1,91 |
|                         | Bloco de Esquerda              | 24    | 4,98 / 100,00   | 1,75 |
|                         | Coligação Democrática Unitária | 17    | 3,53 / 100,00   | 1,59 |
|                         | Partido da Nova Democracia     | 5     | 1,04 / 100,00   | 0,04 |
|                         | Outros                         | 11    | 2,27 / 100,00   |      |
| Votos Inválidos         | Votos Inválidos                | 12    | 2,49 / 100,00   | 0,10 |
| Total                   | Total                          | 482   | 100,00 / 100,00 |      |
| Eleitorado/Participação | Eleitorado/Participação        | 729   | 66,12 / 100,00  | 3,59 |

#### Alheira
| Partido                 | Partido                        | Votos | %               | +/-  |
| ----------------------- | ------------------------------ | ----- | --------------- | ---- |
|                         | Partido Social Democrata       | 355   | 51,01 / 100,00  | 6,85 |
|                         | Partido Socialista             | 212   | 30,46 / 100,00  | 1,68 |
|                         | CDS – Partido Popular          | 52    | 7,47 / 100,00   | 0,50 |
|                         | Bloco de Esquerda              | 23    | 3,30 / 100,00   | 0,93 |
|                         | Partido da Nova Democracia     | 15    | 2,16 / 100,00   | 2,16 |
|                         | Coligação Democrática Unitária | 8     | 1,15 / 100,00   | 0,41 |
|                         | Outros                         | 7     | 1,00 / 100,00   |      |
| Votos Inválidos         | Votos Inválidos                | 24    | 3,45 / 100,00   | 0,33 |
| Total                   | Total                          | 696   | 100,00 / 100,00 |      |
| Eleitorado/Participação | Eleitorado/Participação        | 1 154 | 60,31 / 100,00  | 6,49 |

#### Alvelos
| Partido                 | Partido                        | Votos | %               | +/-  |
| ----------------------- | ------------------------------ | ----- | --------------- | ---- |
|                         | Partido Socialista             | 496   | 38,42 / 100,00  | 4,75 |
|                         | Partido Social Democrata       | 471   | 36,48 / 100,00  | 1,76 |
|                         | CDS – Partido Popular          | 154   | 11,93 / 100,00  | 3,79 |
|                         | Bloco de Esquerda              | 78    | 6,04 / 100,00   | 2,42 |
|                         | Coligação Democrática Unitária | 26    | 2,01 / 100,00   | 0,37 |
|                         | Outros                         | 28    | 2,15 / 100,00   |      |
| Votos Inválidos         | Votos Inválidos                | 38    | 2,94 / 100,00   | 0,64 |
| Total                   | Total                          | 1 291 | 100,00 / 100,00 |      |
| Eleitorado/Participação | Eleitorado/Participação        | 1 922 | 67,17 / 100,00  | 5,82 |

#### Alvito São Martinho
| Partido                 | Partido                        | Votos | %               | +/-   |
| ----------------------- | ------------------------------ | ----- | --------------- | ----- |
|                         | Partido Social Democrata       | 124   | 43,06 / 100,00  | 12,37 |
|                         | Partido Socialista             | 81    | 28,13 / 100,00  | 2,04  |
|                         | CDS – Partido Popular          | 33    | 11,46 / 100,00  | 5,66  |
|                         | Bloco de Esquerda              | 23    | 7,99 / 100,00   | 2,92  |
|                         | Coligação Democrática Unitária | 8     | 2,78 / 100,00   | 2,06  |
|                         | Partido da Nova Democracia     | 5     | 1,74 / 100,00   | 0,07  |
|                         | Outros                         | 8     | 2,78 / 100,00   |       |
| Votos Inválidos         | Votos Inválidos                | 6     | 2,08 / 100,00   | 2,63  |
| Total                   | Total                          | 288   | 100,00 / 100,00 |       |
| Eleitorado/Participação | Eleitorado/Participação        | 378   | 76,19 / 100,00  | 4,99  |

#### Alvito São Pedro
| Partido                 | Partido                        | Votos | %               | +/-   |
| ----------------------- | ------------------------------ | ----- | --------------- | ----- |
|                         | Partido Social Democrata       | 98    | 26,85 / 100,00  | 17,41 |
|                         | Partido Socialista             | 97    | 26,58 / 100,00  | 5,07  |
|                         | CDS – Partido Popular          | 55    | 15,07 / 100,00  | 0,50  |
|                         | Partido da Nova Democracia     | 47    | 12,88 / 100,00  | 11,20 |
|                         | Bloco de Esquerda              | 43    | 11,78 / 100,00  | 10,10 |
|                         | Coligação Democrática Unitária | 8     | 2,19 / 100,00   | 0,23  |
|                         | Outros                         | 8     | 2,19 / 100,00   |       |
| Votos Inválidos         | Votos Inválidos                | 9     | 2,47 / 100,00   | 0,33  |
| Total                   | Total                          | 365   | 100,00 / 100,00 |       |
| Eleitorado/Participação | Eleitorado/Participação        | 508   | 71,85 / 100,00  | 7,84  |

#### Arcozelo
| Partido                 | Partido                        | Votos  | %               | +/-  |
| ----------------------- | ------------------------------ | ------ | --------------- | ---- |
|                         | Partido Socialista             | 3 141  | 48,05 / 100,00  | 5,28 |
|                         | Partido Social Democrata       | 1 369  | 20,94 / 100,00  | 1,74 |
|                         | Bloco de Esquerda              | 810    | 12,39 / 100,00  | 3,75 |
|                         | CDS – Partido Popular          | 488    | 7,47 / 100,00   | 2,05 |
|                         | Coligação Democrática Unitária | 386    | 5,90 / 100,00   | 0,09 |
|                         | Outros                         | 168    | 2,57 / 100,00   |      |
| Votos Inválidos         | Votos Inválidos                | 175    | 2,68 / 100,00   | 0,41 |
| Total                   | Total                          | 6 537  | 100,00 / 100,00 |      |
| Eleitorado/Participação | Eleitorado/Participação        | 10 099 | 64,73 / 100,00  | 5,47 |

#### Areias
| Partido                 | Partido                        | Votos | %               | +/-  |
| ----------------------- | ------------------------------ | ----- | --------------- | ---- |
|                         | Partido Socialista             | 261   | 37,88 / 100,00  | 4,45 |
|                         | Partido Social Democrata       | 258   | 37,45 / 100,00  | 0,35 |
|                         | CDS – Partido Popular          | 63    | 9,14 / 100,00   | 2,43 |
|                         | Bloco de Esquerda              | 53    | 7,69 / 100,00   | 2,32 |
|                         | Coligação Democrática Unitária | 12    | 1,74 / 100,00   | 4,32 |
|                         | Partido da Nova Democracia     | 10    | 1,45 / 100,00   | 0,52 |
|                         | Outros                         | 11    | 1,61 / 100,00   |      |
| Votos Inválidos         | Votos Inválidos                | 21    | 3,05 / 100,00   | 0,61 |
| Total                   | Total                          | 689   | 100,00 / 100,00 |      |
| Eleitorado/Participação | Eleitorado/Participação        | 990   | 69,60 / 100,00  | 9,18 |

#### Areias de Vilar
| Partido                 | Partido                        | Votos | %               | +/-  |
| ----------------------- | ------------------------------ | ----- | --------------- | ---- |
|                         | Partido Social Democrata       | 318   | 40,51 / 100,00  | 2,62 |
|                         | Partido Socialista             | 252   | 32,10 / 100,00  | 0,11 |
|                         | CDS – Partido Popular          | 95    | 12,10 / 100,00  | 0,57 |
|                         | Bloco de Esquerda              | 44    | 5,61 / 100,00   | 1,97 |
|                         | Coligação Democrática Unitária | 34    | 4,33 / 100,00   | 1,23 |
|                         | Outros                         | 23    | 2,92 / 100,00   |      |
| Votos Inválidos         | Votos Inválidos                | 19    | 2,42 / 100,00   | 0,53 |
| Total                   | Total                          | 785   | 100,00 / 100,00 |      |
| Eleitorado/Participação | Eleitorado/Participação        | 1 185 | 66,24 / 100,00  | 4,70 |

#### Balugães
| Partido                 | Partido                        | Votos | %               | +/-  |
| ----------------------- | ------------------------------ | ----- | --------------- | ---- |
|                         | Partido Social Democrata       | 249   | 45,19 / 100,00  | 3,48 |
|                         | Partido Socialista             | 161   | 29,22 / 100,00  | 3,28 |
|                         | CDS – Partido Popular          | 62    | 11,25 / 100,00  | 2,55 |
|                         | Bloco de Esquerda              | 28    | 5,08 / 100,00   | 2,59 |
|                         | Coligação Democrática Unitária | 16    | 2,90 / 100,00   | 0,51 |
|                         | Outros                         | 10    | 1,81 / 100,00   |      |
| Votos Inválidos         | Votos Inválidos                | 25    | 4,53 / 100,00   | 1,68 |
| Total                   | Total                          | 551   | 100,00 / 100,00 |      |
| Eleitorado/Participação | Eleitorado/Participação        | 802   | 68,70 / 100,00  | 4,99 |

#### Barcelinhos
| Partido                 | Partido                        | Votos | %               | +/-  |
| ----------------------- | ------------------------------ | ----- | --------------- | ---- |
|                         | Partido Socialista             | 491   | 40,44 / 100,00  | 6,06 |
|                         | Partido Social Democrata       | 341   | 28,09 / 100,00  | 1,30 |
|                         | CDS – Partido Popular          | 131   | 10,79 / 100,00  | 4,41 |
|                         | Bloco de Esquerda              | 115   | 9,47 / 100,00   | 2,32 |
|                         | Coligação Democrática Unitária | 72    | 5,93 / 100,00   | 0,25 |
|                         | Partido da Nova Democracia     | 15    | 1,24 / 100,00   | 0,08 |
|                         | Outros                         | 25    | 2,06 / 100,00   |      |
| Votos Inválidos         | Votos Inválidos                | 24    | 1,98 / 100,00   | 0,35 |
| Total                   | Total                          | 1 214 | 100,00 / 100,00 |      |
| Eleitorado/Participação | Eleitorado/Participação        | 1 674 | 72,52 / 100,00  | 3,66 |

#### Barcelos
| Partido                 | Partido                        | Votos | %               | +/-  |
| ----------------------- | ------------------------------ | ----- | --------------- | ---- |
|                         | Partido Socialista             | 1 224 | 36,10 / 100,00  | 8,54 |
|                         | Partido Social Democrata       | 1 020 | 30,08 / 100,00  | 2,69 |
|                         | Bloco de Esquerda              | 433   | 12,77 / 100,00  | 3,81 |
|                         | CDS – Partido Popular          | 338   | 9,97 / 100,00   | 1,01 |
|                         | Coligação Democrática Unitária | 183   | 5,40 / 100,00   | 0,36 |
|                         | Outros                         | 93    | 2,74 / 100,00   |      |
| Votos Inválidos         | Votos Inválidos                | 100   | 2,95 / 100,00   | 0,19 |
| Total                   | Total                          | 3 391 | 100,00 / 100,00 |      |
| Eleitorado/Participação | Eleitorado/Participação        | 4 719 | 71,86 / 100,00  | 4,73 |

#### Barqueiros
| Partido                 | Partido                        | Votos | %               | +/-  |
| ----------------------- | ------------------------------ | ----- | --------------- | ---- |
|                         | Partido Socialista             | 445   | 43,25 / 100,00  | 0,96 |
|                         | Partido Social Democrata       | 381   | 37,03 / 100,00  | 5,67 |
|                         | CDS – Partido Popular          | 100   | 9,72 / 100,00   | 3,27 |
|                         | Bloco de Esquerda              | 29    | 2,82 / 100,00   | 1,61 |
|                         | Coligação Democrática Unitária | 17    | 1,65 / 100,00   | 0,67 |
|                         | Partido da Nova Democracia     | 13    | 1,26 / 100,00   | 0,66 |
|                         | Outros                         | 14    | 1,35 / 100,00   |      |
| Votos Inválidos         | Votos Inválidos                | 30    | 2,91 / 100,00   | 1,30 |
| Total                   | Total                          | 1 029 | 100,00 / 100,00 |      |
| Eleitorado/Participação | Eleitorado/Participação        | 1 715 | 60,00 / 100,00  | 2,93 |

#### Bastuço Santo Estêvão
| Partido                 | Partido                        | Votos | %               | +/-  |
| ----------------------- | ------------------------------ | ----- | --------------- | ---- |
|                         | Partido Social Democrata       | 138   | 49,29 / 100,00  | 4,09 |
|                         | Partido Socialista             | 95    | 33,93 / 100,00  | 0,48 |
|                         | CDS – Partido Popular          | 20    | 7,14 / 100,00   | 3,18 |
|                         | Coligação Democrática Unitária | 9     | 3,21 / 100,00   | 0,01 |
|                         | Bloco de Esquerda              | 6     | 2,14 / 100,00   | 0,71 |
|                         | Portugal pro Vida              | 3     | 1,07 / 100,00   | Novo |
|                         | Outros                         | 3     | 1,07 / 100,00   |      |
| Votos Inválidos         | Votos Inválidos                | 6     | 2,15 / 100,00   | 0,34 |
| Total                   | Total                          | 280   | 100,00 / 100,00 |      |
| Eleitorado/Participação | Eleitorado/Participação        | 456   | 61,40 / 100,00  | 4,72 |

#### Bastuço São João
| Partido                 | Partido                        | Votos | %               | +/-  |
| ----------------------- | ------------------------------ | ----- | --------------- | ---- |
|                         | Partido Socialista             | 164   | 41,62 / 100,00  | 0,07 |
|                         | Partido Social Democrata       | 158   | 40,10 / 100,00  | 4,75 |
|                         | CDS – Partido Popular          | 34    | 8,63 / 100,00   | 1,51 |
|                         | Bloco de Esquerda              | 23    | 5,84 / 100,00   | 4,78 |
|                         | Coligação Democrática Unitária | 5     | 1,27 / 100,00   | 0,05 |
|                         | Outros                         | 6     | 1,51 / 100,00   |      |
| Votos Inválidos         | Votos Inválidos                | 4     | 1,01 / 100,00   | 0,84 |
| Total                   | Total                          | 394   | 100,00 / 100,00 |      |
| Eleitorado/Participação | Eleitorado/Participação        | 571   | 69,00 / 100,00  | 1,58 |

#### Cambeses
| Partido                 | Partido                        | Votos | %               | +/-  |
| ----------------------- | ------------------------------ | ----- | --------------- | ---- |
|                         | Partido Socialista             | 436   | 52,98 / 100,00  | 9,44 |
|                         | Partido Social Democrata       | 207   | 25,15 / 100,00  | 1,80 |
|                         | Coligação Democrática Unitária | 49    | 5,95 / 100,00   | 0,17 |
|                         | Bloco de Esquerda              | 47    | 5,71 / 100,00   | 2,84 |
|                         | CDS – Partido Popular          | 43    | 5,22 / 100,00   | 3,10 |
|                         | Outros                         | 16    | 1,94 / 100,00   |      |
| Votos Inválidos         | Votos Inválidos                | 25    | 3,04 / 100,00   | 0,30 |
| Total                   | Total                          | 823   | 100,00 / 100,00 |      |
| Eleitorado/Participação | Eleitorado/Participação        | 1 197 | 68,76 / 100,00  | 3,79 |

#### Campo
| Partido                 | Partido                        | Votos | %               | +/-   |
| ----------------------- | ------------------------------ | ----- | --------------- | ----- |
|                         | Partido Social Democrata       | 263   | 40,34 / 100,00  | 10,14 |
|                         | Partido Socialista             | 238   | 36,50 / 100,00  | 5,63  |
|                         | CDS – Partido Popular          | 68    | 10,43 / 100,00  | 1,43  |
|                         | Bloco de Esquerda              | 26    | 3,99 / 100,00   | 1,26  |
|                         | Coligação Democrática Unitária | 8     | 1,23 / 100,00   | 0,38  |
|                         | Outros                         | 24    | 3,67 / 100,00   |       |
| Votos Inválidos         | Votos Inválidos                | 25    | 3,83 / 100,00   | 1,09  |
| Total                   | Total                          | 652   | 100,00 / 100,00 |       |
| Eleitorado/Participação | Eleitorado/Participação        | 938   | 69,51 / 100,00  | 2,40  |

#### Carapeços
| Partido                 | Partido                        | Votos | %               | +/-     |
| ----------------------- | ------------------------------ | ----- | --------------- | ------- |
|                         | Partido Social Democrata       | 503   | 40,76 / 100,00  | 9,83    |
|                         | Partido Socialista             | 428   | 34,68 / 100,00  | 4,80    |
|                         | CDS – Partido Popular          | 140   | 11,35 / 100,00  | 1,00    |
|                         | Bloco de Esquerda              | 67    | 5,43 / 100,00   | 3,16    |
|                         | Coligação Democrática Unitária | 28    | 2,27 / 100,00   | Estável |
|                         | Outros                         | 39    | 3,15 / 100,00   |         |
| Votos Inválidos         | Votos Inválidos                | 29    | 2,35 / 100,00   | 0,75    |
| Total                   | Total                          | 1 234 | 100,00 / 100,00 |         |
| Eleitorado/Participação | Eleitorado/Participação        | 1 841 | 67,03 / 100,00  | 6,21    |

#### Carreira
| Partido                 | Partido                        | Votos | %               | +/-  |
| ----------------------- | ------------------------------ | ----- | --------------- | ---- |
|                         | Partido Socialista             | 371   | 41,87 / 100,00  | 2,61 |
|                         | Partido Social Democrata       | 299   | 33,75 / 100,00  | 4,04 |
|                         | CDS – Partido Popular          | 74    | 8,35 / 100,00   | 0,25 |
|                         | Bloco de Esquerda              | 53    | 5,98 / 100,00   | 3,75 |
|                         | Coligação Democrática Unitária | 37    | 4,18 / 100,00   | 0,78 |
|                         | Partido da Nova Democracia     | 10    | 1,13 / 100,00   | 0,90 |
|                         | Outros                         | 22    | 2,47 / 100,00   |      |
| Votos Inválidos         | Votos Inválidos                | 20    | 2,25 / 100,00   | 0,10 |
| Total                   | Total                          | 886   | 100,00 / 100,00 |      |
| Eleitorado/Participação | Eleitorado/Participação        | 1 347 | 65,78 / 100,00  | 6,67 |

#### Carvalhal
| Partido                 | Partido                        | Votos | %               | +/-     |
| ----------------------- | ------------------------------ | ----- | --------------- | ------- |
|                         | Partido Social Democrata       | 383   | 36,55 / 100,00  | 9,16    |
|                         | Partido Socialista             | 358   | 34,16 / 100,00  | 3,82    |
|                         | CDS – Partido Popular          | 180   | 17,18 / 100,00  | 10,60   |
|                         | Bloco de Esquerda              | 48    | 4,58 / 100,00   | 1,81    |
|                         | Coligação Democrática Unitária | 29    | 2,77 / 100,00   | 0,57    |
|                         | Partido da Nova Democracia     | 13    | 1,24 / 100,00   | Estável |
|                         | Outros                         | 13    | 1,26 / 100,00   |         |
| Votos Inválidos         | Votos Inválidos                | 24    | 2,29 / 100,00   | 0,67    |
| Total                   | Total                          | 1 048 | 100,00 / 100,00 |         |
| Eleitorado/Participação | Eleitorado/Participação        | 1 351 | 77,57 / 100,00  | 3,11    |

#### Carvalhos
| Partido                 | Partido                        | Votos | %               | +/-  |
| ----------------------- | ------------------------------ | ----- | --------------- | ---- |
|                         | Partido Social Democrata       | 175   | 44,87 / 100,00  | 4,08 |
|                         | Partido Socialista             | 144   | 36,92 / 100,00  | 4,06 |
|                         | CDS – Partido Popular          | 38    | 9,74 / 100,00   | 4,59 |
|                         | Bloco de Esquerda              | 12    | 3,08 / 100,00   | 2,14 |
|                         | Coligação Democrática Unitária | 8     | 2,05 / 100,00   | 0,29 |
|                         | Outros                         | 6     | 1,54 / 100,00   |      |
| Votos Inválidos         | Votos Inválidos                | 7     | 1,80 / 100,00   | 1,33 |
| Total                   | Total                          | 390   | 100,00 / 100,00 |      |
| Eleitorado/Participação | Eleitorado/Participação        | 711   | 54,85 / 100,00  | 9,75 |

#### Chavão
| Partido                 | Partido                  | Votos | %               | +/-   |
| ----------------------- | ------------------------ | ----- | --------------- | ----- |
|                         | Partido Social Democrata | 239   | 54,82 / 100,00  | 10,10 |
|                         | Partido Socialista       | 126   | 28,90 / 100,00  | 8,42  |
|                         | CDS – Partido Popular    | 40    | 9,17 / 100,00   | 3,07  |
|                         | Bloco de Esquerda        | 15    | 3,44 / 100,00   | 1,48  |
|                         | Outros                   | 8     | 1,84 / 100,00   |       |
| Votos Inválidos         | Votos Inválidos          | 8     | 1,84 / 100,00   | 0,56  |
| Total                   | Total                    | 436   | 100,00 / 100,00 |       |
| Eleitorado/Participação | Eleitorado/Participação  | 613   | 71,13 / 100,00  | 5,75  |

#### Chorente
| Partido                 | Partido                    | Votos | %               | +/-  |
| ----------------------- | -------------------------- | ----- | --------------- | ---- |
|                         | Partido Social Democrata   | 292   | 56,70 / 100,00  | 4,31 |
|                         | Partido Socialista         | 114   | 22,14 / 100,00  | 3,92 |
|                         | CDS – Partido Popular      | 72    | 13,98 / 100,00  | 5,29 |
|                         | Bloco de Esquerda          | 14    | 2,72 / 100,00   | 1,51 |
|                         | Partido da Nova Democracia | 7     | 1,36 / 100,00   | 0,96 |
|                         | Outros                     | 10    | 1,93 / 100,00   |      |
| Votos Inválidos         | Votos Inválidos            | 6     | 1,16 / 100,00   | 0,25 |
| Total                   | Total                      | 515   | 100,00 / 100,00 |      |
| Eleitorado/Participação | Eleitorado/Participação    | 669   | 76,98 / 100,00  | 3,64 |

#### Cossourado
| Partido                 | Partido                        | Votos | %               | +/-  |
| ----------------------- | ------------------------------ | ----- | --------------- | ---- |
|                         | Partido Social Democrata       | 207   | 40,12 / 100,00  | 3,23 |
|                         | Partido Socialista             | 173   | 33,53 / 100,00  | 1,97 |
|                         | CDS – Partido Popular          | 77    | 14,92 / 100,00  | 0,29 |
|                         | Bloco de Esquerda              | 16    | 3,10 / 100,00   | 0,13 |
|                         | Partido da Nova Democracia     | 15    | 2,91 / 100,00   | 1,58 |
|                         | Coligação Democrática Unitária | 7     | 1,36 / 100,00   | 0,60 |
|                         | Outros                         | 9     | 1,74 / 100,00   |      |
| Votos Inválidos         | Votos Inválidos                | 12    | 2,33 / 100,00   | 1,28 |
| Total                   | Total                          | 516   | 100,00 / 100,00 |      |
| Eleitorado/Participação | Eleitorado/Participação        | 841   | 61,36 / 100,00  | 4,72 |

#### Courel
| Partido                 | Partido                  | Votos | %               | +/-   |
| ----------------------- | ------------------------ | ----- | --------------- | ----- |
|                         | Partido Social Democrata | 176   | 53,99 / 100,00  | 11,06 |
|                         | Partido Socialista       | 57    | 17,48 / 100,00  | 1,37  |
|                         | CDS – Partido Popular    | 53    | 16,26 / 100,00  | 4,10  |
|                         | Bloco de Esquerda        | 17    | 5,21 / 100,00   | 3,39  |
|                         | Outros                   | 12    | 3,69 / 100,00   |       |
| Votos Inválidos         | Votos Inválidos          | 11    | 3,37 / 100,00   | 0,94  |
| Total                   | Total                    | 326   | 100,00 / 100,00 |       |
| Eleitorado/Participação | Eleitorado/Participação  | 463   | 70,41 / 100,00  | 7,55  |

#### Couto
| Partido                 | Partido                        | Votos | %               | +/-   |
| ----------------------- | ------------------------------ | ----- | --------------- | ----- |
|                         | Partido Social Democrata       | 75    | 32,61 / 100,00  | 20,75 |
|                         | Partido Socialista             | 71    | 30,87 / 100,00  | 6,92  |
|                         | Partido da Nova Democracia     | 29    | 12,61 / 100,00  | 7,99  |
|                         | CDS – Partido Popular          | 27    | 11,74 / 100,00  | 0,40  |
|                         | Bloco de Esquerda              | 12    | 5,22 / 100,00   | 3,12  |
|                         | Coligação Democrática Unitária | 7     | 3,04 / 100,00   | 1,78  |
|                         | Outros                         | 2     | 0,86 / 100,00   |       |
| Votos Inválidos         | Votos Inválidos                | 7     | 3,04 / 100,00   | 0,94  |
| Total                   | Total                          | 230   | 100,00 / 100,00 |       |
| Eleitorado/Participação | Eleitorado/Participação        | 307   | 74,92 / 100,00  | 4,95  |

#### Creixomil
| Partido                 | Partido                        | Votos | %               | +/-  |
| ----------------------- | ------------------------------ | ----- | --------------- | ---- |
|                         | Partido Socialista             | 199   | 34,37 / 100,00  | 4,84 |
|                         | Partido Social Democrata       | 195   | 33,68 / 100,00  | 3,55 |
|                         | CDS – Partido Popular          | 98    | 16,93 / 100,00  | 1,64 |
|                         | Bloco de Esquerda              | 29    | 5,01 / 100,00   | 1,95 |
|                         | Partido Nacional Renovador     | 22    | 3,80 / 100,00   | 2,54 |
|                         | Coligação Democrática Unitária | 10    | 1,73 / 100,00   | 0,47 |
|                         | Outros                         | 11    | 1,91 / 100,00   |      |
| Votos Inválidos         | Votos Inválidos                | 15    | 2,59 / 100,00   | 0,97 |
| Total                   | Total                          | 579   | 100,00 / 100,00 |      |
| Eleitorado/Participação | Eleitorado/Participação        | 745   | 77,72 / 100,00  | 0,37 |

#### Cristelo
| Partido                 | Partido                  | Votos | %               | +/-  |
| ----------------------- | ------------------------ | ----- | --------------- | ---- |
|                         | Partido Social Democrata | 453   | 42,98 / 100,00  | 9,98 |
|                         | Partido Socialista       | 300   | 28,46 / 100,00  | 0,28 |
|                         | CDS – Partido Popular    | 181   | 17,17 / 100,00  | 4,54 |
|                         | Bloco de Esquerda        | 50    | 4,74 / 100,00   | 2,31 |
|                         | Outros                   | 36    | 3,40 / 100,00   |      |
| Votos Inválidos         | Votos Inválidos          | 34    | 3,23 / 100,00   | 1,97 |
| Total                   | Total                    | 1 054 | 100,00 / 100,00 |      |
| Eleitorado/Participação | Eleitorado/Participação  | 1 709 | 61,67 / 100,00  | 5,67 |

#### Durrães
| Partido                 | Partido                        | Votos | %               | +/-  |
| ----------------------- | ------------------------------ | ----- | --------------- | ---- |
|                         | Partido Social Democrata       | 272   | 55,51 / 100,00  | 0,09 |
|                         | Partido Socialista             | 82    | 16,73 / 100,00  | 0,23 |
|                         | CDS – Partido Popular          | 77    | 15,71 / 100,00  | 0,01 |
|                         | Bloco de Esquerda              | 21    | 4,29 / 100,00   | 0,36 |
|                         | Coligação Democrática Unitária | 10    | 2,04 / 100,00   | 0,66 |
|                         | Partido da Nova Democracia     | 6     | 1,22 / 100,00   | 0,04 |
|                         | Outros                         | 9     | 1,83 / 100,00   |      |
| Votos Inválidos         | Votos Inválidos                | 13    | 2,65 / 100,00   | 1,87 |
| Total                   | Total                          | 490   | 100,00 / 100,00 |      |
| Eleitorado/Participação | Eleitorado/Participação        | 706   | 69,41 / 100,00  | 2,08 |

#### Encourados
| Partido                 | Partido                    | Votos | %               | +/-  |
| ----------------------- | -------------------------- | ----- | --------------- | ---- |
|                         | Partido Social Democrata   | 151   | 46,75 / 100,00  | 2,47 |
|                         | Partido Socialista         | 86    | 26,63 / 100,00  | 2,21 |
|                         | CDS – Partido Popular      | 47    | 14,55 / 100,00  | 1,70 |
|                         | Bloco de Esquerda          | 12    | 3,72 / 100,00   | 1,84 |
|                         | Partido da Nova Democracia | 8     | 2,48 / 100,00   | 0,91 |
|                         | Outros                     | 14    | 4,34 / 100,00   |      |
| Votos Inválidos         | Votos Inválidos            | 5     | 1,55 / 100,00   | 0,02 |
| Total                   | Total                      | 323   | 100,00 / 100,00 |      |
| Eleitorado/Participação | Eleitorado/Participação    | 468   | 69,02 / 100,00  | 0,71 |

#### Faria
| Partido                 | Partido                        | Votos | %               | +/-  |
| ----------------------- | ------------------------------ | ----- | --------------- | ---- |
|                         | Partido Social Democrata       | 155   | 43,79 / 100,00  | 6,21 |
|                         | Partido Socialista             | 105   | 29,66 / 100,00  | 0,40 |
|                         | CDS – Partido Popular          | 55    | 15,54 / 100,00  | 4,56 |
|                         | Coligação Democrática Unitária | 11    | 3,11 / 100,00   | 0,94 |
|                         | Bloco de Esquerda              | 9     | 2,54 / 100,00   | 1,09 |
|                         | Partido da Nova Democracia     | 5     | 1,41 / 100,00   | 0,83 |
|                         | Outros                         | 6     | 1,69 / 100,00   |      |
| Votos Inválidos         | Votos Inválidos                | 8     | 2,26 / 100,00   | 0,23 |
| Total                   | Total                          | 354   | 100,00 / 100,00 |      |
| Eleitorado/Participação | Eleitorado/Participação        | 512   | 69,14 / 100,00  | 2,79 |

#### Feitos
| Partido                 | Partido                        | Votos | %               | +/-   |
| ----------------------- | ------------------------------ | ----- | --------------- | ----- |
|                         | Partido Socialista             | 146   | 45,20 / 100,00  | 1,71  |
|                         | Partido Social Democrata       | 103   | 31,89 / 100,00  | 10,71 |
|                         | CDS – Partido Popular          | 27    | 8,36 / 100,00   | 3,03  |
|                         | Bloco de Esquerda              | 18    | 5,57 / 100,00   | 2,91  |
|                         | Coligação Democrática Unitária | 6     | 1,86 / 100,00   | 0,21  |
|                         | Outros                         | 6     | 1,86 / 100,00   |       |
| Votos Inválidos         | Votos Inválidos                | 17    | 5,26 / 100,00   | 3,19  |
| Total                   | Total                          | 323   | 100,00 / 100,00 |       |
| Eleitorado/Participação | Eleitorado/Participação        | 463   | 69,76 / 100,00  | 5,02  |

#### Fonte Coberta
| Partido                 | Partido                        | Votos | %               | +/-  |
| ----------------------- | ------------------------------ | ----- | --------------- | ---- |
|                         | Partido Socialista             | 165   | 40,54 / 100,00  | 6,58 |
|                         | Partido Social Democrata       | 144   | 35,38 / 100,00  | 6,24 |
|                         | CDS – Partido Popular          | 37    | 9,09 / 100,00   | 6,47 |
|                         | Bloco de Esquerda              | 20    | 4,91 / 100,00   | 2,55 |
|                         | Coligação Democrática Unitária | 17    | 4,18 / 100,00   | 1,04 |
|                         | Partido da Nova Democracia     | 5     | 1,23 / 100,00   | 0,44 |
|                         | Outros                         | 9     | 2,21 / 100,00   |      |
| Votos Inválidos         | Votos Inválidos                | 10    | 2,45 / 100,00   | 0,62 |
| Total                   | Total                          | 407   | 100,00 / 100,00 |      |
| Eleitorado/Participação | Eleitorado/Participação        | 528   | 77,08 / 100,00  | 0,98 |

#### Fornelos
| Partido                 | Partido                        | Votos | %               | +/-  |
| ----------------------- | ------------------------------ | ----- | --------------- | ---- |
|                         | Partido Social Democrata       | 176   | 43,56 / 100,00  | 9,01 |
|                         | Partido Socialista             | 97    | 24,01 / 100,00  | 4,15 |
|                         | CDS – Partido Popular          | 89    | 22,03 / 100,00  | 1,24 |
|                         | Bloco de Esquerda              | 16    | 3,96 / 100,00   | 1,39 |
|                         | Coligação Democrática Unitária | 7     | 1,73 / 100,00   | 1,26 |
|                         | Partido da Nova Democracia     | 6     | 1,49 / 100,00   | 0,09 |
|                         | Outros                         | 5     | 1,25 / 100,00   |      |
| Votos Inválidos         | Votos Inválidos                | 8     | 1,98 / 100,00   | 0,12 |
| Total                   | Total                          | 404   | 100,00 / 100,00 |      |
| Eleitorado/Participação | Eleitorado/Participação        | 668   | 60,48 / 100,00  | 9,34 |

#### Fragoso
| Partido                 | Partido                        | Votos | %               | +/-  |
| ----------------------- | ------------------------------ | ----- | --------------- | ---- |
|                         | Partido Social Democrata       | 494   | 41,13 / 100,00  | 3,12 |
|                         | Partido Socialista             | 384   | 31,97 / 100,00  | 3,15 |
|                         | CDS – Partido Popular          | 170   | 14,15 / 100,00  | 2,81 |
|                         | Bloco de Esquerda              | 65    | 5,41 / 100,00   | 2,94 |
|                         | Coligação Democrática Unitária | 21    | 1,75 / 100,00   | 0,04 |
|                         | Outros                         | 30    | 2,50 / 100,00   |      |
| Votos Inválidos         | Votos Inválidos                | 37    | 3,08 / 100,00   | 0,27 |
| Total                   | Total                          | 1 201 | 100,00 / 100,00 |      |
| Eleitorado/Participação | Eleitorado/Participação        | 1 847 | 65,02 / 100,00  | 6,72 |

#### Galegos Santa Maria
| Partido                 | Partido                        | Votos | %               | +/-  |
| ----------------------- | ------------------------------ | ----- | --------------- | ---- |
|                         | Partido Social Democrata       | 789   | 44,35 / 100,00  | 7,56 |
|                         | Partido Socialista             | 559   | 31,42 / 100,00  | 0,68 |
|                         | CDS – Partido Popular          | 165   | 9,27 / 100,00   | 2,17 |
|                         | Bloco de Esquerda              | 125   | 7,03 / 100,00   | 2,50 |
|                         | Coligação Democrática Unitária | 31    | 1,74 / 100,00   | 0,29 |
|                         | Partido da Nova Democracia     | 30    | 1,69 / 100,00   | 0,46 |
|                         | Outros                         | 27    | 1,52 / 100,00   |      |
| Votos Inválidos         | Votos Inválidos                | 53    | 2,98 / 100,00   | 0,91 |
| Total                   | Total                          | 1 779 | 100,00 / 100,00 |      |
| Eleitorado/Participação | Eleitorado/Participação        | 2 480 | 71,73 / 100,00  | 7,78 |

#### Galegos São Martinho
| Partido                 | Partido                        | Votos | %               | +/-  |
| ----------------------- | ------------------------------ | ----- | --------------- | ---- |
|                         | Partido Social Democrata       | 435   | 39,01 / 100,00  | 7,49 |
|                         | Partido Socialista             | 393   | 35,25 / 100,00  | 1,55 |
|                         | CDS – Partido Popular          | 104   | 9,33 / 100,00   | 2,42 |
|                         | Bloco de Esquerda              | 74    | 6,64 / 100,00   | 2,59 |
|                         | Partido da Nova Democracia     | 41    | 3,68 / 100,00   | 0,37 |
|                         | Coligação Democrática Unitária | 15    | 1,35 / 100,00   | 0,40 |
|                         | Outros                         | 19    | 1,71 / 100,00   |      |
| Votos Inválidos         | Votos Inválidos                | 34    | 3,04 / 100,00   | 0,65 |
| Total                   | Total                          | 1 115 | 100,00 / 100,00 |      |
| Eleitorado/Participação | Eleitorado/Participação        | 1 751 | 63,68 / 100,00  | 7,35 |

#### Gamil
| Partido                 | Partido                        | Votos | %               | +/-  |
| ----------------------- | ------------------------------ | ----- | --------------- | ---- |
|                         | Partido Social Democrata       | 185   | 37,45 / 100,00  | 9,92 |
|                         | Partido Socialista             | 172   | 34,82 / 100,00  | 2,63 |
|                         | CDS – Partido Popular          | 54    | 10,93 / 100,00  | 1,82 |
|                         | Bloco de Esquerda              | 46    | 9,31 / 100,00   | 5,87 |
|                         | Coligação Democrática Unitária | 8     | 1,62 / 100,00   | 1,21 |
|                         | Partido da Nova Democracia     | 7     | 1,42 / 100,00   | 0,60 |
|                         | Movimento Esperança Portugal   | 5     | 1,01 / 100,00   | Novo |
|                         | Frente Ecologia e Humanismo    | 5     | 1,01 / 100,00   | Novo |
|                         | Outros                         | 2     | 0,40 / 100,00   |      |
| Votos Inválidos         | Votos Inválidos                | 10    | 2,02 / 100,00   | 0,40 |
| Total                   | Total                          | 494   | 100,00 / 100,00 |      |
| Eleitorado/Participação | Eleitorado/Participação        | 689   | 71,70 / 100,00  | 8,24 |

#### Gilmonde
| Partido                 | Partido                        | Votos | %               | +/-  |
| ----------------------- | ------------------------------ | ----- | --------------- | ---- |
|                         | Partido Social Democrata       | 431   | 46,80 / 100,00  | 8,16 |
|                         | Partido Socialista             | 302   | 32,79 / 100,00  | 6,15 |
|                         | CDS – Partido Popular          | 86    | 9,34 / 100,00   | 0,25 |
|                         | Bloco de Esquerda              | 38    | 4,13 / 100,00   | 1,79 |
|                         | Coligação Democrática Unitária | 14    | 1,52 / 100,00   | 0,29 |
|                         | Outros                         | 24    | 2,63 / 100,00   |      |
| Votos Inválidos         | Votos Inválidos                | 26    | 2,82 / 100,00   | 0,37 |
| Total                   | Total                          | 921   | 100,00 / 100,00 |      |
| Eleitorado/Participação | Eleitorado/Participação        | 1 322 | 69,67 / 100,00  | 6,15 |

#### Goios
| Partido                 | Partido                        | Votos | %               | +/-  |
| ----------------------- | ------------------------------ | ----- | --------------- | ---- |
|                         | Partido Social Democrata       | 140   | 43,48 / 100,00  | 1,75 |
|                         | Partido Socialista             | 100   | 31,06 / 100,00  | 1,90 |
|                         | CDS – Partido Popular          | 56    | 17,39 / 100,00  | 1,14 |
|                         | Bloco de Esquerda              | 14    | 4,35 / 100,00   | 3,26 |
|                         | Coligação Democrática Unitária | 4     | 1,24 / 100,00   | 1,48 |
|                         | Outros                         | 6     | 1,56 / 100,00   |      |
| Votos Inválidos         | Votos Inválidos                | 2     | 0,62 / 100,00   | 0,74 |
| Total                   | Total                          | 322   | 100,00 / 100,00 |      |
| Eleitorado/Participação | Eleitorado/Participação        | 465   | 69,25 / 100,00  | 8,50 |

#### Grimancelos
| Partido                 | Partido                  | Votos | %               | +/-  |
| ----------------------- | ------------------------ | ----- | --------------- | ---- |
|                         | Partido Social Democrata | 216   | 42,44 / 100,00  | 2,15 |
|                         | Partido Socialista       | 197   | 38,70 / 100,00  | 2,10 |
|                         | Bloco de Esquerda        | 40    | 7,86 / 100,00   | 4,44 |
|                         | CDS – Partido Popular    | 28    | 5,50 / 100,00   | 0,19 |
|                         | Outros                   | 14    | 2,75 / 100,00   |      |
| Votos Inválidos         | Votos Inválidos          | 14    | 2,75 / 100,00   | 0,10 |
| Total                   | Total                    | 509   | 100,00 / 100,00 |      |
| Eleitorado/Participação | Eleitorado/Participação  | 734   | 69,35 / 100,00  | 0,10 |

#### Gueral
| Partido                 | Partido                  | Votos | %               | +/-  |
| ----------------------- | ------------------------ | ----- | --------------- | ---- |
|                         | Partido Social Democrata | 137   | 50,55 / 100,00  | 2,95 |
|                         | CDS – Partido Popular    | 63    | 23,25 / 100,00  | 6,37 |
|                         | Partido Socialista       | 48    | 17,71 / 100,00  | 5,22 |
|                         | Bloco de Esquerda        | 14    | 5,17 / 100,00   | 3,90 |
|                         | Outros                   | 7     | 2,59 / 100,00   |      |
| Votos Inválidos         | Votos Inválidos          | 2     | 0,74 / 100,00   | 1,17 |
| Total                   | Total                    | 271   | 100,00 / 100,00 |      |
| Eleitorado/Participação | Eleitorado/Participação  | 387   | 70,03 / 100,00  | 8,67 |

#### Igreja Nova
| Partido                 | Partido                        | Votos | %               | +/-   |
| ----------------------- | ------------------------------ | ----- | --------------- | ----- |
|                         | Partido Social Democrata       | 139   | 51,67 / 100,00  | 6,37  |
|                         | Partido Socialista             | 75    | 27,88 / 100,00  | 4,64  |
|                         | CDS – Partido Popular          | 20    | 7,43 / 100,00   | 2,53  |
|                         | Bloco de Esquerda              | 10    | 3,72 / 100,00   | 2,32  |
|                         | Coligação Democrática Unitária | 4     | 1,49 / 100,00   | 1,49  |
|                         | PCTP/MRPP                      | 3     | 1,12 / 100,00   | 0,52  |
|                         | Outros                         | 10    | 3,70 / 100,00   |       |
| Votos Inválidos         | Votos Inválidos                | 8     | 2,98 / 100,00   | 1,23  |
| Total                   | Total                          | 269   | 100,00 / 100,00 |       |
| Eleitorado/Participação | Eleitorado/Participação        | 446   | 60,31 / 100,00  | 14,17 |

#### Lama
| Partido                 | Partido                        | Votos | %               | +/-  |
| ----------------------- | ------------------------------ | ----- | --------------- | ---- |
|                         | Partido Social Democrata       | 381   | 45,52 / 100,00  | 8,03 |
|                         | Partido Socialista             | 235   | 28,08 / 100,00  | 0,60 |
|                         | CDS – Partido Popular          | 85    | 10,16 / 100,00  | 0,97 |
|                         | Partido da Nova Democracia     | 52    | 6,21 / 100,00   | 4,00 |
|                         | Bloco de Esquerda              | 27    | 3,23 / 100,00   | 0,66 |
|                         | Coligação Democrática Unitária | 11    | 1,31 / 100,00   | 0,04 |
|                         | Outros                         | 15    | 1,80 / 100,00   |      |
| Votos Inválidos         | Votos Inválidos                | 31    | 3,70 / 100,00   | 2,47 |
| Total                   | Total                          | 837   | 100,00 / 100,00 |      |
| Eleitorado/Participação | Eleitorado/Participação        | 1 195 | 70,04 / 100,00  | 2,95 |

#### Lijó
| Partido                 | Partido                        | Votos | %               | +/-  |
| ----------------------- | ------------------------------ | ----- | --------------- | ---- |
|                         | Partido Socialista             | 567   | 38,70 / 100,00  | 4,46 |
|                         | Partido Social Democrata       | 549   | 37,47 / 100,00  | 9,98 |
|                         | CDS – Partido Popular          | 147   | 10,03 / 100,00  | 1,25 |
|                         | Bloco de Esquerda              | 97    | 6,62 / 100,00   | 3,45 |
|                         | Coligação Democrática Unitária | 31    | 2,12 / 100,00   | 0,50 |
|                         | Partido da Nova Democracia     | 21    | 1,43 / 100,00   | 0,25 |
|                         | Outros                         | 19    | 1,30 / 100,00   |      |
| Votos Inválidos         | Votos Inválidos                | 34    | 2,32 / 100,00   | 0,04 |
| Total                   | Total                          | 1 465 | 100,00 / 100,00 |      |
| Eleitorado/Participação | Eleitorado/Participação        | 1 973 | 74,25 / 100,00  | 4,44 |

#### Macieira de Rates
| Partido                 | Partido                  | Votos | %               | +/-  |
| ----------------------- | ------------------------ | ----- | --------------- | ---- |
|                         | Partido Social Democrata | 610   | 51,43 / 100,00  | 7,32 |
|                         | CDS – Partido Popular    | 292   | 24,62 / 100,00  | 3,04 |
|                         | Partido Socialista       | 187   | 15,77 / 100,00  | 1,52 |
|                         | Bloco de Esquerda        | 36    | 3,04 / 100,00   | 1,20 |
|                         | Outros                   | 28    | 3,03 / 100,00   |      |
| Votos Inválidos         | Votos Inválidos          | 25    | 2,11 / 100,00   | 0,91 |
| Total                   | Total                    | 1 186 | 100,00 / 100,00 |      |
| Eleitorado/Participação | Eleitorado/Participação  | 1 657 | 71,58 / 100,00  | 0,77 |

#### Manhente
| Partido                 | Partido                        | Votos | %               | +/-  |
| ----------------------- | ------------------------------ | ----- | --------------- | ---- |
|                         | Partido Social Democrata       | 406   | 37,91 / 100,00  | 8,50 |
|                         | Partido Socialista             | 385   | 35,95 / 100,00  | 0,33 |
|                         | Bloco de Esquerda              | 107   | 9,99 / 100,00   | 3,99 |
|                         | CDS – Partido Popular          | 86    | 8,03 / 100,00   | 5,08 |
|                         | Coligação Democrática Unitária | 26    | 2,43 / 100,00   | 0,22 |
|                         | Partido da Nova Democracia     | 11    | 1,03 / 100,00   | 0,74 |
|                         | Outros                         | 19    | 1,77 / 100,00   |      |
| Votos Inválidos         | Votos Inválidos                | 31    | 2,89 / 100,00   | 0,14 |
| Total                   | Total                          | 1 071 | 100,00 / 100,00 |      |
| Eleitorado/Participação | Eleitorado/Participação        | 1 587 | 67,49 / 100,00  | 7,62 |

#### Mariz
| Partido                 | Partido                        | Votos | %               | +/-  |
| ----------------------- | ------------------------------ | ----- | --------------- | ---- |
|                         | Partido Socialista             | 138   | 49,82 / 100,00  | 4,00 |
|                         | Partido Social Democrata       | 80    | 28,88 / 100,00  | 3,85 |
|                         | CDS – Partido Popular          | 24    | 8,66 / 100,00   | 1,75 |
|                         | Bloco de Esquerda              | 19    | 6,86 / 100,00   | 3,95 |
|                         | Coligação Democrática Unitária | 3     | 1,08 / 100,00   | 0,72 |
|                         | Outros                         | 7     | 2,52 / 100,00   |      |
| Votos Inválidos         | Votos Inválidos                | 6     | 2,17 / 100,00   | 1,08 |
| Total                   | Total                          | 277   | 100,00 / 100,00 |      |
| Eleitorado/Participação | Eleitorado/Participação        | 391   | 70,84 / 100,00  | 4,09 |

#### Martim
| Partido                 | Partido                        | Votos | %               | +/-  |
| ----------------------- | ------------------------------ | ----- | --------------- | ---- |
|                         | Partido Socialista             | 537   | 41,89 / 100,00  | 3,08 |
|                         | Partido Social Democrata       | 449   | 35,02 / 100,00  | 7,20 |
|                         | CDS – Partido Popular          | 92    | 7,18 / 100,00   | 0,12 |
|                         | Bloco de Esquerda              | 77    | 6,01 / 100,00   | 2,12 |
|                         | Coligação Democrática Unitária | 55    | 4,29 / 100,00   | 0,96 |
|                         | Partido da Nova Democracia     | 13    | 1,01 / 100,00   | 0,26 |
|                         | Outros                         | 32    | 2,48 / 100,00   |      |
| Votos Inválidos         | Votos Inválidos                | 27    | 2,11 / 100,00   | 0,44 |
| Total                   | Total                          | 1 282 | 100,00 / 100,00 |      |
| Eleitorado/Participação | Eleitorado/Participação        | 2 077 | 61,72 / 100,00  | 6,02 |

#### Midões
| Partido                 | Partido                        | Votos | %               | +/-  |
| ----------------------- | ------------------------------ | ----- | --------------- | ---- |
|                         | Partido Socialista             | 187   | 61,72 / 100,00  | 4,53 |
|                         | Partido Social Democrata       | 67    | 22,11 / 100,00  | 8,24 |
|                         | Bloco de Esquerda              | 17    | 5,61 / 100,00   | 0,50 |
|                         | CDS – Partido Popular          | 14    | 4,62 / 100,00   | 2,38 |
|                         | Coligação Democrática Unitária | 6     | 1,98 / 100,00   | 0,38 |
|                         | Outros                         | 7     | 2,31 / 100,00   |      |
| Votos Inválidos         | Votos Inválidos                | 5     | 1,65 / 100,00   | 1,01 |
| Total                   | Total                          | 303   | 100,00 / 100,00 |      |
| Eleitorado/Participação | Eleitorado/Participação        | 439   | 69,02 / 100,00  | 4,28 |

#### Milhazes
| Partido                 | Partido                        | Votos | %               | +/-  |
| ----------------------- | ------------------------------ | ----- | --------------- | ---- |
|                         | Partido Social Democrata       | 301   | 50,67 / 100,00  | 0,19 |
|                         | Partido Socialista             | 166   | 27,95 / 100,00  | 0,84 |
|                         | CDS – Partido Popular          | 79    | 13,30 / 100,00  | 0,71 |
|                         | Bloco de Esquerda              | 13    | 2,19 / 100,00   | 0,46 |
|                         | Coligação Democrática Unitária | 10    | 1,68 / 100,00   | 0,14 |
|                         | Outros                         | 21    | 3,55 / 100,00   |      |
| Votos Inválidos         | Votos Inválidos                | 4     | 0,68 / 100,00   | 0,08 |
| Total                   | Total                          | 594   | 100,00 / 100,00 |      |
| Eleitorado/Participação | Eleitorado/Participação        | 878   | 67,65 / 100,00  | 1,36 |

#### Minhotães
| Partido                 | Partido                        | Votos | %               | +/-   |
| ----------------------- | ------------------------------ | ----- | --------------- | ----- |
|                         | Partido Social Democrata       | 243   | 45,25 / 100,00  | 11,11 |
|                         | Partido Socialista             | 194   | 36,13 / 100,00  | 6,62  |
|                         | CDS – Partido Popular          | 46    | 8,57 / 100,00   | 3,09  |
|                         | Bloco de Esquerda              | 13    | 2,42 / 100,00   | 0,41  |
|                         | Coligação Democrática Unitária | 12    | 2,23 / 100,00   | 1,70  |
|                         | Outros                         | 20    | 3,72 / 100,00   |       |
| Votos Inválidos         | Votos Inválidos                | 9     | 1,67 / 100,00   | 1,51  |
| Total                   | Total                          | 537   | 100,00 / 100,00 |       |
| Eleitorado/Participação | Eleitorado/Participação        | 719   | 67,89 / 100,00  | 7,78  |

#### Monte de Fralães
| Partido                 | Partido                        | Votos | %               | +/-   |
| ----------------------- | ------------------------------ | ----- | --------------- | ----- |
|                         | Partido Social Democrata       | 87    | 40,85 / 100,00  | 11,81 |
|                         | Partido Socialista             | 65    | 30,52 / 100,00  | 6,58  |
|                         | CDS – Partido Popular          | 29    | 13,62 / 100,00  | 1,92  |
|                         | Bloco de Esquerda              | 14    | 6,57 / 100,00   | 2,85  |
|                         | Coligação Democrática Unitária | 4     | 1,88 / 100,00   | 0,25  |
|                         | Partido da Nova Democracia     | 3     | 1,41 / 100,00   | 0,19  |
|                         | Frente Ecologia e Humanismo    | 3     | 1,41 / 100,00   | Novo  |
|                         | Outros                         | 5     | 2,35 / 100,00   |       |
| Votos Inválidos         | Votos Inválidos                | 3     | 1,41 / 100,00   | 1,78  |
| Total                   | Total                          | 213   | 100,00 / 100,00 |       |
| Eleitorado/Participação | Eleitorado/Participação        | 280   | 76,07 / 100,00  | 4,59  |

#### Moure
| Partido                 | Partido                        | Votos | %               | +/-  |
| ----------------------- | ------------------------------ | ----- | --------------- | ---- |
|                         | Partido Social Democrata       | 227   | 39,82 / 100,00  | 8,07 |
|                         | Partido Socialista             | 208   | 36,49 / 100,00  | 0,76 |
|                         | CDS – Partido Popular          | 52    | 9,12 / 100,00   | 6,18 |
|                         | Coligação Democrática Unitária | 32    | 5,61 / 100,00   | 0,08 |
|                         | Bloco de Esquerda              | 21    | 3,68 / 100,00   | 1,11 |
|                         | PCTP/MRPP                      | 8     | 1,40 / 100,00   | 0,48 |
|                         | Movimento Mérito e Sociedade   | 7     | 1,23 / 100,00   | Novo |
|                         | Outros                         | 4     | 0,71 / 100,00   |      |
| Votos Inválidos         | Votos Inválidos                | 11    | 1,93 / 100,00   | 0,65 |
| Total                   | Total                          | 570   | 100,00 / 100,00 |      |
| Eleitorado/Participação | Eleitorado/Participação        | 825   | 69,09 / 100,00  | 4,36 |

#### Negueiros
| Partido                 | Partido                  | Votos | %               | +/-   |
| ----------------------- | ------------------------ | ----- | --------------- | ----- |
|                         | Partido Social Democrata | 682   | 62,68 / 100,00  | 10,34 |
|                         | Partido Socialista       | 169   | 15,53 / 100,00  | 7,08  |
|                         | CDS – Partido Popular    | 166   | 15,26 / 100,00  | 1,38  |
|                         | Bloco de Esquerda        | 24    | 2,21 / 100,00   | 1,78  |
|                         | Outros                   | 24    | 2,19 / 100,00   |       |
| Votos Inválidos         | Votos Inválidos          | 23    | 2,11 / 100,00   | 0,05  |
| Total                   | Total                    | 1 088 | 100,00 / 100,00 |       |
| Eleitorado/Participação | Eleitorado/Participação  | 1 529 | 71,16 / 100,00  | 7,64  |

#### Oliveira
| Partido                 | Partido                        | Votos | %               | +/-  |
| ----------------------- | ------------------------------ | ----- | --------------- | ---- |
|                         | Partido Social Democrata       | 330   | 52,63 / 100,00  | 0,23 |
|                         | Partido Socialista             | 166   | 26,48 / 100,00  | 2,75 |
|                         | CDS – Partido Popular          | 50    | 7,97 / 100,00   | 3,49 |
|                         | Bloco de Esquerda              | 26    | 4,15 / 100,00   | 0,06 |
|                         | Partido da Nova Democracia     | 12    | 1,91 / 100,00   | 0,27 |
|                         | Coligação Democrática Unitária | 8     | 1,28 / 100,00   | 0,30 |
|                         | Outros                         | 20    | 3,20 / 100,00   |      |
| Votos Inválidos         | Votos Inválidos                | 15    | 2,39 / 100,00   | 0,56 |
| Total                   | Total                          | 627   | 100,00 / 100,00 |      |
| Eleitorado/Participação | Eleitorado/Participação        | 907   | 69,13 / 100,00  | 3,96 |

#### Palme
| Partido                 | Partido                  | Votos | %               | +/-   |
| ----------------------- | ------------------------ | ----- | --------------- | ----- |
|                         | Partido Social Democrata | 304   | 47,28 / 100,00  | 14,61 |
|                         | Partido Socialista       | 176   | 27,37 / 100,00  | 7,68  |
|                         | CDS – Partido Popular    | 94    | 14,62 / 100,00  | 3,75  |
|                         | Bloco de Esquerda        | 26    | 4,04 / 100,00   | 1,68  |
|                         | Outros                   | 23    | 3,59 / 100,00   |       |
| Votos Inválidos         | Votos Inválidos          | 20    | 3,11 / 100,00   | 1,22  |
| Total                   | Total                    | 643   | 100,00 / 100,00 |       |
| Eleitorado/Participação | Eleitorado/Participação  | 987   | 65,15 / 100,00  | 1,59  |

#### Panque
| Partido                 | Partido                        | Votos | %               | +/-   |
| ----------------------- | ------------------------------ | ----- | --------------- | ----- |
|                         | Partido Social Democrata       | 178   | 47,34 / 100,00  | 11,80 |
|                         | Partido Socialista             | 87    | 23,14 / 100,00  | 0,30  |
|                         | CDS – Partido Popular          | 48    | 12,77 / 100,00  | 0,17  |
|                         | Bloco de Esquerda              | 35    | 9,31 / 100,00   | 8,80  |
|                         | Coligação Democrática Unitária | 8     | 2,13 / 100,00   | 0,35  |
|                         | Partido da Nova Democracia     | 5     | 1,33 / 100,00   | 1,08  |
|                         | Outros                         | 7     | 1,87 / 100,00   |       |
| Votos Inválidos         | Votos Inválidos                | 8     | 2,13 / 100,00   | 0,35  |
| Total                   | Total                          | 376   | 100,00 / 100,00 |       |
| Eleitorado/Participação | Eleitorado/Participação        | 628   | 59,87 / 100,00  | 8,65  |

#### Paradela
| Partido                 | Partido                        | Votos | %               | +/-  |
| ----------------------- | ------------------------------ | ----- | --------------- | ---- |
|                         | Partido Social Democrata       | 286   | 60,08 / 100,00  | 6,59 |
|                         | Partido Socialista             | 91    | 19,12 / 100,00  | 3,05 |
|                         | CDS – Partido Popular          | 60    | 12,61 / 100,00  | 2,78 |
|                         | Bloco de Esquerda              | 12    | 2,52 / 100,00   | 1,32 |
|                         | Partido da Nova Democracia     | 8     | 1,68 / 100,00   | 1,20 |
|                         | Coligação Democrática Unitária | 6     | 1,26 / 100,00   | 0,30 |
|                         | Outros                         | 7     | 1,47 / 100,00   |      |
| Votos Inválidos         | Votos Inválidos                | 6     | 1,26 / 100,00   | 0,18 |
| Total                   | Total                          | 476   | 100,00 / 100,00 |      |
| Eleitorado/Participação | Eleitorado/Participação        | 686   | 69,39 / 100,00  | 0,34 |

#### Pedra Furada
| Partido                 | Partido                        | Votos | %               | +/-   |
| ----------------------- | ------------------------------ | ----- | --------------- | ----- |
|                         | Partido Socialista             | 107   | 39,34 / 100,00  | 10,48 |
|                         | Partido Social Democrata       | 105   | 38,60 / 100,00  | 2,46  |
|                         | CDS – Partido Popular          | 25    | 9,19 / 100,00   | 4,98  |
|                         | Bloco de Esquerda              | 19    | 6,99 / 100,00   | 1,73  |
|                         | Coligação Democrática Unitária | 5     | 1,84 / 100,00   | 0,09  |
|                         | Frente Ecologia e Humanismo    | 4     | 1,47 / 100,00   | Novo  |
|                         | Outros                         | 3     | 1,11 / 100,00   |       |
| Votos Inválidos         | Votos Inválidos                | 4     | 1,48 / 100,00   | 0,27  |
| Total                   | Total                          | 272   | 100,00 / 100,00 |       |
| Eleitorado/Participação | Eleitorado/Participação        | 427   | 63,70 / 100,00  | 3,04  |

#### Pereira
| Partido                 | Partido                        | Votos | %               | +/-  |
| ----------------------- | ------------------------------ | ----- | --------------- | ---- |
|                         | Partido Social Democrata       | 292   | 35,27 / 100,00  | 5,56 |
|                         | Partido Socialista             | 282   | 34,06 / 100,00  | 4,45 |
|                         | CDS – Partido Popular          | 145   | 17,51 / 100,00  | 5,16 |
|                         | Bloco de Esquerda              | 51    | 6,16 / 100,00   | 3,23 |
|                         | Coligação Democrática Unitária | 13    | 1,57 / 100,00   | 0,35 |
|                         | Outros                         | 25    | 3,01 / 100,00   |      |
| Votos Inválidos         | Votos Inválidos                | 20    | 2,42 / 100,00   | 0,71 |
| Total                   | Total                          | 828   | 100,00 / 100,00 |      |
| Eleitorado/Participação | Eleitorado/Participação        | 1 141 | 72,57 / 100,00  | 3,74 |

#### Perelhal
| Partido                 | Partido                        | Votos | %               | +/-  |
| ----------------------- | ------------------------------ | ----- | --------------- | ---- |
|                         | Partido Social Democrata       | 359   | 38,60 / 100,00  | 2,37 |
|                         | Partido Socialista             | 352   | 37,85 / 100,00  | 0,22 |
|                         | CDS – Partido Popular          | 106   | 11,40 / 100,00  | 0,81 |
|                         | Bloco de Esquerda              | 45    | 4,84 / 100,00   | 0,70 |
|                         | Partido da Nova Democracia     | 15    | 1,61 / 100,00   | 1,03 |
|                         | Coligação Democrática Unitária | 11    | 1,18 / 100,00   | 0,43 |
|                         | Outros                         | 19    | 2,07 / 100,00   |      |
| Votos Inválidos         | Votos Inválidos                | 23    | 2,48 / 100,00   | 0,63 |
| Total                   | Total                          | 930   | 100,00 / 100,00 |      |
| Eleitorado/Participação | Eleitorado/Participação        | 1 467 | 63,39 / 100,00  | 3,25 |

#### Pousa
| Partido                 | Partido                        | Votos | %               | +/-  |
| ----------------------- | ------------------------------ | ----- | --------------- | ---- |
|                         | Partido Socialista             | 539   | 40,83 / 100,00  | 2,81 |
|                         | Partido Social Democrata       | 477   | 36,14 / 100,00  | 4,40 |
|                         | CDS – Partido Popular          | 128   | 9,70 / 100,00   | 1,82 |
|                         | Bloco de Esquerda              | 66    | 5,00 / 100,00   | 2,39 |
|                         | Coligação Democrática Unitária | 45    | 3,41 / 100,00   | 0,21 |
|                         | Partido da Nova Democracia     | 15    | 1,14 / 100,00   | 0,55 |
|                         | PCTP/MRPP                      | 15    | 1,14 / 100,00   | 0,30 |
|                         | Outros                         | 20    | 1,53 / 100,00   |      |
| Votos Inválidos         | Votos Inválidos                | 15    | 1,13 / 100,00   | 1,06 |
| Total                   | Total                          | 1 320 | 100,00 / 100,00 |      |
| Eleitorado/Participação | Eleitorado/Participação        | 2 048 | 64,45 / 100,00  | 1,53 |

#### Quintiães
| Partido                 | Partido                        | Votos | %               | +/-  |
| ----------------------- | ------------------------------ | ----- | --------------- | ---- |
|                         | Partido Social Democrata       | 193   | 45,52 / 100,00  | 8,33 |
|                         | CDS – Partido Popular          | 91    | 21,46 / 100,00  | 8,72 |
|                         | Partido Socialista             | 88    | 20,75 / 100,00  | 5,45 |
|                         | Bloco de Esquerda              | 23    | 5,42 / 100,00   | 2,78 |
|                         | Coligação Democrática Unitária | 8     | 1,89 / 100,00   | 1,41 |
|                         | Outros                         | 10    | 2,38 / 100,00   |      |
| Votos Inválidos         | Votos Inválidos                | 11    | 2,60 / 100,00   | 0,04 |
| Total                   | Total                          | 424   | 100,00 / 100,00 |      |
| Eleitorado/Participação | Eleitorado/Participação        | 604   | 70,20 / 100,00  | 5,99 |

#### Remelhe
| Partido                 | Partido                        | Votos | %               | +/-  |
| ----------------------- | ------------------------------ | ----- | --------------- | ---- |
|                         | Partido Social Democrata       | 348   | 38,16 / 100,00  | 6,46 |
|                         | Partido Socialista             | 282   | 30,92 / 100,00  | 0,99 |
|                         | CDS – Partido Popular          | 169   | 18,53 / 100,00  | 2,81 |
|                         | Bloco de Esquerda              | 46    | 5,04 / 100,00   | 2,61 |
|                         | Coligação Democrática Unitária | 24    | 2,63 / 100,00   | 2,51 |
|                         | Outros                         | 19    | 2,09 / 100,00   |      |
| Votos Inválidos         | Votos Inválidos                | 24    | 2,63 / 100,00   | 0,08 |
| Total                   | Total                          | 912   | 100,00 / 100,00 |      |
| Eleitorado/Participação | Eleitorado/Participação        | 1 237 | 73,73 / 100,00  | 0,77 |

#### Rio Covo Santa Eugénia
| Partido                 | Partido                        | Votos | %               | +/-  |
| ----------------------- | ------------------------------ | ----- | --------------- | ---- |
|                         | Partido Socialista             | 474   | 48,92 / 100,00  | 1,42 |
|                         | Partido Social Democrata       | 281   | 29,00 / 100,00  | 2,33 |
|                         | Bloco de Esquerda              | 77    | 7,95 / 100,00   | 3,43 |
|                         | CDS – Partido Popular          | 42    | 4,33 / 100,00   | 0,03 |
|                         | Coligação Democrática Unitária | 33    | 3,41 / 100,00   | 1,34 |
|                         | Partido da Nova Democracia     | 15    | 1,55 / 100,00   | 0,26 |
|                         | PCTP/MRPP                      | 11    | 1,14 / 100,00   | 0,46 |
|                         | Outros                         | 18    | 1,85 / 100,00   |      |
| Votos Inválidos         | Votos Inválidos                | 18    | 1,86 / 100,00   | 0,39 |
| Total                   | Total                          | 969   | 100,00 / 100,00 |      |
| Eleitorado/Participação | Eleitorado/Participação        | 1 325 | 73,13 / 100,00  | 1,60 |

#### Rio Covo Santa Eulália
| Partido                 | Partido                        | Votos | %               | +/-  |
| ----------------------- | ------------------------------ | ----- | --------------- | ---- |
|                         | Partido Socialista             | 284   | 47,33 / 100,00  | 0,30 |
|                         | Partido Social Democrata       | 189   | 31,50 / 100,00  | 5,68 |
|                         | CDS – Partido Popular          | 52    | 8,67 / 100,00   | 3,75 |
|                         | Bloco de Esquerda              | 25    | 4,17 / 100,00   | 0,77 |
|                         | Coligação Democrática Unitária | 24    | 4,00 / 100,00   | 0,60 |
|                         | Partido da Nova Democracia     | 8     | 1,33 / 100,00   | 0,03 |
|                         | Outros                         | 7     | 1,18 / 100,00   |      |
| Votos Inválidos         | Votos Inválidos                | 11    | 1,83 / 100,00   | 0,64 |
| Total                   | Total                          | 600   | 100,00 / 100,00 |      |
| Eleitorado/Participação | Eleitorado/Participação        | 858   | 69,93 / 100,00  | 1,64 |

#### Roriz
| Partido                 | Partido                        | Votos | %               | +/-   |
| ----------------------- | ------------------------------ | ----- | --------------- | ----- |
|                         | Partido Social Democrata       | 564   | 48,37 / 100,00  | 13,22 |
|                         | Partido Socialista             | 275   | 23,58 / 100,00  | 4,84  |
|                         | CDS – Partido Popular          | 149   | 12,78 / 100,00  | 0,90  |
|                         | Bloco de Esquerda              | 74    | 6,35 / 100,00   | 3,42  |
|                         | Partido da Nova Democracia     | 25    | 2,14 / 100,00   | 1,05  |
|                         | Coligação Democrática Unitária | 24    | 2,06 / 100,00   | 0,55  |
|                         | Outros                         | 14    | 1,20 / 100,00   |       |
| Votos Inválidos         | Votos Inválidos                | 41    | 3,51 / 100,00   | 2,33  |
| Total                   | Total                          | 1 166 | 100,00 / 100,00 |       |
| Eleitorado/Participação | Eleitorado/Participação        | 1 781 | 65,47 / 100,00  | 7,13  |

#### Sequeade
| Partido                 | Partido                        | Votos | %               | +/-  |
| ----------------------- | ------------------------------ | ----- | --------------- | ---- |
|                         | Partido Socialista             | 259   | 51,59 / 100,00  | 1,59 |
|                         | Partido Social Democrata       | 139   | 27,69 / 100,00  | 9,29 |
|                         | Bloco de Esquerda              | 42    | 8,37 / 100,00   | 6,28 |
|                         | CDS – Partido Popular          | 30    | 5,98 / 100,00   | 0,17 |
|                         | Coligação Democrática Unitária | 7     | 1,39 / 100,00   | 0,70 |
|                         | Outros                         | 7     | 1,40 / 100,00   |      |
| Votos Inválidos         | Votos Inválidos                | 18    | 3,58 / 100,00   | 1,95 |
| Total                   | Total                          | 502   | 100,00 / 100,00 |      |
| Eleitorado/Participação | Eleitorado/Participação        | 751   | 66,84 / 100,00  | 3,19 |

#### Silva
| Partido                 | Partido                        | Votos | %               | +/-  |
| ----------------------- | ------------------------------ | ----- | --------------- | ---- |
|                         | Partido Socialista             | 319   | 46,43 / 100,00  | 0,22 |
|                         | Partido Social Democrata       | 200   | 29,11 / 100,00  | 7,27 |
|                         | CDS – Partido Popular          | 58    | 8,44 / 100,00   | 2,16 |
|                         | Bloco de Esquerda              | 54    | 7,86 / 100,00   | 3,44 |
|                         | Coligação Democrática Unitária | 18    | 2,62 / 100,00   | 0,34 |
|                         | PCTP/MRPP                      | 7     | 1,02 / 100,00   | 0,73 |
|                         | Outros                         | 14    | 2,04 / 100,00   |      |
| Votos Inválidos         | Votos Inválidos                | 17    | 2,47 / 100,00   | 0,47 |
| Total                   | Total                          | 687   | 100,00 / 100,00 |      |
| Eleitorado/Participação | Eleitorado/Participação        | 857   | 80,16 / 100,00  | 4,81 |

#### Silveiros
| Partido                 | Partido                        | Votos | %               | +/-  |
| ----------------------- | ------------------------------ | ----- | --------------- | ---- |
|                         | Partido Social Democrata       | 253   | 39,04 / 100,00  | 7,60 |
|                         | Partido Socialista             | 232   | 35,80 / 100,00  | 1,51 |
|                         | CDS – Partido Popular          | 64    | 9,88 / 100,00   | 3,31 |
|                         | Bloco de Esquerda              | 39    | 6,02 / 100,00   | 3,42 |
|                         | Coligação Democrática Unitária | 19    | 2,93 / 100,00   | 0,79 |
|                         | Partido da Nova Democracia     | 10    | 1,54 / 100,00   | 0,93 |
|                         | Partido Popular Monárquico     | 8     | 1,23 / 100,00   | -    |
|                         | Outros                         | 15    | 2,30 / 100,00   |      |
| Votos Inválidos         | Votos Inválidos                | 8     | 1,24 / 100,00   | 1,21 |
| Total                   | Total                          | 648   | 100,00 / 100,00 |      |
| Eleitorado/Participação | Eleitorado/Participação        | 980   | 66,12 / 100,00  | 2,87 |

#### Tamel Santa Leocádia
| Partido                 | Partido                        | Votos | %               | +/-  |
| ----------------------- | ------------------------------ | ----- | --------------- | ---- |
|                         | Partido Social Democrata       | 182   | 39,65 / 100,00  | 8,74 |
|                         | Partido Socialista             | 180   | 39,22 / 100,00  | 4,68 |
|                         | CDS – Partido Popular          | 44    | 9,59 / 100,00   | 3,16 |
|                         | Bloco de Esquerda              | 14    | 3,05 / 100,00   | 0,16 |
|                         | Coligação Democrática Unitária | 8     | 1,74 / 100,00   | 0,47 |
|                         | PCTP/MRPP                      | 6     | 1,31 / 100,00   | 0,71 |
|                         | Outros                         | 15    | 3,27 / 100,00   |      |
| Votos Inválidos         | Votos Inválidos                | 10    | 2,18 / 100,00   | 0,43 |
| Total                   | Total                          | 459   | 100,00 / 100,00 |      |
| Eleitorado/Participação | Eleitorado/Participação        | 682   | 67,30 / 100,00  | 9,43 |

#### Tamel São Pedro Fins
| Partido                 | Partido                        | Votos | %               | +/-   |
| ----------------------- | ------------------------------ | ----- | --------------- | ----- |
|                         | Partido Socialista             | 156   | 43,45 / 100,00  | 4,86  |
|                         | Partido Social Democrata       | 145   | 40,39 / 100,00  | 12,06 |
|                         | CDS – Partido Popular          | 19    | 5,29 / 100,00   | 2,57  |
|                         | Bloco de Esquerda              | 15    | 4,18 / 100,00   | 0,92  |
|                         | Coligação Democrática Unitária | 10    | 2,79 / 100,00   | 1,16  |
|                         | Outros                         | 7     | 1,96 / 100,00   |       |
| Votos Inválidos         | Votos Inválidos                | 7     | 1,95 / 100,00   | 0,86  |
| Total                   | Total                          | 359   | 100,00 / 100,00 |       |
| Eleitorado/Participação | Eleitorado/Participação        | 489   | 73,42 / 100,00  | 5,21  |

#### Tamel São Veríssimo
| Partido                 | Partido                        | Votos | %               | +/-  |
| ----------------------- | ------------------------------ | ----- | --------------- | ---- |
|                         | Partido Socialista             | 918   | 47,71 / 100,00  | 1,32 |
|                         | Partido Social Democrata       | 517   | 26,87 / 100,00  | 4,63 |
|                         | Bloco de Esquerda              | 217   | 11,28 / 100,00  | 2,20 |
|                         | CDS – Partido Popular          | 130   | 6,76 / 100,00   | 2,30 |
|                         | Coligação Democrática Unitária | 47    | 2,44 / 100,00   | 0,08 |
|                         | Partido da Nova Democracia     | 23    | 1,20 / 100,00   | 0,26 |
|                         | Outros                         | 32    | 1,66 / 100,00   |      |
| Votos Inválidos         | Votos Inválidos                | 40    | 2,08 / 100,00   | 0,82 |
| Total                   | Total                          | 1 924 | 100,00 / 100,00 |      |
| Eleitorado/Participação | Eleitorado/Participação        | 2 743 | 70,14 / 100,00  | 4,68 |

#### Tregosa
| Partido                 | Partido                        | Votos | %               | +/-  |
| ----------------------- | ------------------------------ | ----- | --------------- | ---- |
|                         | Partido Socialista             | 139   | 36,68 / 100,00  | 3,43 |
|                         | Partido Social Democrata       | 128   | 33,77 / 100,00  | 3,70 |
|                         | Bloco de Esquerda              | 46    | 12,14 / 100,00  | 4,75 |
|                         | CDS – Partido Popular          | 33    | 8,71 / 100,00   | 2,11 |
|                         | Coligação Democrática Unitária | 6     | 1,58 / 100,00   | 0,79 |
|                         | PCTP/MRPP                      | 5     | 1,32 / 100,00   | 0,79 |
|                         | Outros                         | 5     | 1,31 / 100,00   |      |
| Votos Inválidos         | Votos Inválidos                | 17    | 4,48 / 100,00   | 0,78 |
| Total                   | Total                          | 379   | 100,00 / 100,00 |      |
| Eleitorado/Participação | Eleitorado/Participação        | 608   | 62,34 / 100,00  | 2,34 |

#### Ucha
| Partido                 | Partido                        | Votos | %               | +/-  |
| ----------------------- | ------------------------------ | ----- | --------------- | ---- |
|                         | Partido Socialista             | 312   | 34,63 / 100,00  | 4,23 |
|                         | Partido Social Democrata       | 295   | 32,74 / 100,00  | 6,83 |
|                         | CDS – Partido Popular          | 91    | 10,10 / 100,00  | 0,51 |
|                         | Bloco de Esquerda              | 70    | 7,77 / 100,00   | 4,79 |
|                         | Partido da Nova Democracia     | 68    | 7,55 / 100,00   | 5,52 |
|                         | Coligação Democrática Unitária | 16    | 1,78 / 100,00   | 0,60 |
|                         | Outros                         | 18    | 2,00 / 100,00   |      |
| Votos Inválidos         | Votos Inválidos                | 31    | 3,44 / 100,00   | 1,54 |
| Total                   | Total                          | 901   | 100,00 / 100,00 |      |
| Eleitorado/Participação | Eleitorado/Participação        | 1 287 | 70,01 / 100,00  | 0,61 |

#### Várzea
| Partido                 | Partido                        | Votos | %               | +/-  |
| ----------------------- | ------------------------------ | ----- | --------------- | ---- |
|                         | Partido Socialista             | 467   | 46,75 / 100,00  | 7,49 |
|                         | Partido Social Democrata       | 317   | 31,73 / 100,00  | 0,15 |
|                         | CDS – Partido Popular          | 70    | 7,01 / 100,00   | 3,36 |
|                         | Bloco de Esquerda              | 65    | 6,51 / 100,00   | 3,61 |
|                         | Coligação Democrática Unitária | 26    | 2,60 / 100,00   | 0,56 |
|                         | PCTP/MRPP                      | 10    | 1,00 / 100,00   | 0,57 |
|                         | Outros                         | 19    | 1,90 / 100,00   |      |
| Votos Inválidos         | Votos Inválidos                | 25    | 2,50 / 100,00   | 0,14 |
| Total                   | Total                          | 999   | 100,00 / 100,00 |      |
| Eleitorado/Participação | Eleitorado/Participação        | 1 427 | 70,01 / 100,00  | 4,11 |

#### Viatodos
| Partido                 | Partido                        | Votos | %               | +/-  |
| ----------------------- | ------------------------------ | ----- | --------------- | ---- |
|                         | Partido Socialista             | 516   | 39,78 / 100,00  | 3,84 |
|                         | Partido Social Democrata       | 502   | 38,70 / 100,00  | 0,49 |
|                         | CDS – Partido Popular          | 131   | 10,10 / 100,00  | 4,32 |
|                         | Bloco de Esquerda              | 73    | 5,63 / 100,00   | 0,68 |
|                         | Coligação Democrática Unitária | 23    | 1,77 / 100,00   | 0,27 |
|                         | Outros                         | 26    | 2,01 / 100,00   |      |
| Votos Inválidos         | Votos Inválidos                | 26    | 2,00 / 100,00   | 1,23 |
| Total                   | Total                          | 1 297 | 100,00 / 100,00 |      |
| Eleitorado/Participação | Eleitorado/Participação        | 1 756 | 73,86 / 100,00  | 3,76 |

#### Vila Boa
| Partido                 | Partido                        | Votos | %               | +/-  |
| ----------------------- | ------------------------------ | ----- | --------------- | ---- |
|                         | Partido Socialista             | 433   | 49,77 / 100,00  | 5,49 |
|                         | Partido Social Democrata       | 228   | 26,21 / 100,00  | 0,97 |
|                         | Bloco de Esquerda              | 82    | 9,43 / 100,00   | 3,72 |
|                         | CDS – Partido Popular          | 64    | 7,36 / 100,00   | 2,25 |
|                         | Coligação Democrática Unitária | 18    | 2,07 / 100,00   | 0,18 |
|                         | Partido da Nova Democracia     | 9     | 1,03 / 100,00   | 0,77 |
|                         | Outros                         | 14    | 1,59 / 100,00   |      |
| Votos Inválidos         | Votos Inválidos                | 22    | 2,53 / 100,00   | 1,03 |
| Total                   | Total                          | 870   | 100,00 / 100,00 |      |
| Eleitorado/Participação | Eleitorado/Participação        | 1 299 | 66,97 / 100,00  | 9,67 |

#### Vila Cova
| Partido                 | Partido                        | Votos | %               | +/-  |
| ----------------------- | ------------------------------ | ----- | --------------- | ---- |
|                         | Partido Social Democrata       | 580   | 47,78 / 100,00  | 5,22 |
|                         | Partido Socialista             | 330   | 27,18 / 100,00  | 2,33 |
|                         | CDS – Partido Popular          | 161   | 13,26 / 100,00  | 0,84 |
|                         | Bloco de Esquerda              | 65    | 5,35 / 100,00   | 2,57 |
|                         | Coligação Democrática Unitária | 19    | 1,57 / 100,00   | 0,52 |
|                         | Partido da Nova Democracia     | 14    | 1,15 / 100,00   | 0,19 |
|                         | Outros                         | 23    | 1,89 / 100,00   |      |
| Votos Inválidos         | Votos Inválidos                | 22    | 1,82 / 100,00   | 0,61 |
| Total                   | Total                          | 1 214 | 100,00 / 100,00 |      |
| Eleitorado/Participação | Eleitorado/Participação        | 1 872 | 64,85 / 100,00  | 0,85 |

#### Vila Frescainha São Martinho
| Partido                 | Partido                        | Votos | %               | +/-  |
| ----------------------- | ------------------------------ | ----- | --------------- | ---- |
|                         | Partido Socialista             | 604   | 43,14 / 100,00  | 7,25 |
|                         | Partido Social Democrata       | 354   | 25,29 / 100,00  | 0,16 |
|                         | Bloco de Esquerda              | 141   | 10,07 / 100,00  | 2,95 |
|                         | CDS – Partido Popular          | 124   | 8,86 / 100,00   | 3,17 |
|                         | Coligação Democrática Unitária | 118   | 8,43 / 100,00   | 0,96 |
|                         | Partido da Nova Democracia     | 16    | 1,14 / 100,00   | 0,07 |
|                         | Outros                         | 17    | 1,21 / 100,00   |      |
| Votos Inválidos         | Votos Inválidos                | 26    | 1,85 / 100,00   | 0,43 |
| Total                   | Total                          | 1 400 | 100,00 / 100,00 |      |
| Eleitorado/Participação | Eleitorado/Participação        | 2 024 | 69,17 / 100,00  | 5,09 |

#### Vila Frescainha São Pedro
| Partido                 | Partido                        | Votos | %               | +/-  |
| ----------------------- | ------------------------------ | ----- | --------------- | ---- |
|                         | Partido Socialista             | 479   | 46,01 / 100,00  | 7,47 |
|                         | Partido Social Democrata       | 273   | 26,22 / 100,00  | 4,50 |
|                         | Bloco de Esquerda              | 112   | 10,76 / 100,00  | 5,79 |
|                         | CDS – Partido Popular          | 86    | 8,26 / 100,00   | 3,99 |
|                         | Coligação Democrática Unitária | 36    | 3,46 / 100,00   | 0,58 |
|                         | Outros                         | 32    | 3,07 / 100,00   |      |
| Votos Inválidos         | Votos Inválidos                | 23    | 2,21 / 100,00   | 0,62 |
| Total                   | Total                          | 1 041 | 100,00 / 100,00 |      |
| Eleitorado/Participação | Eleitorado/Participação        | 1 452 | 71,69 / 100,00  | 4,35 |

#### Vilar de Figos
| Partido                 | Partido                        | Votos | %               | +/-   |
| ----------------------- | ------------------------------ | ----- | --------------- | ----- |
|                         | Partido Social Democrata       | 189   | 48,34 / 100,00  | 11,71 |
|                         | Partido Socialista             | 86    | 21,99 / 100,00  | 1,38  |
|                         | CDS – Partido Popular          | 66    | 16,88 / 100,00  | 8,46  |
|                         | Bloco de Esquerda              | 20    | 5,12 / 100,00   | 1,04  |
|                         | Coligação Democrática Unitária | 9     | 2,30 / 100,00   | 0,94  |
|                         | Partido da Nova Democracia     | 5     | 1,28 / 100,00   | 0,19  |
|                         | Partido Popular Monárquico     | 4     | 1,02 / 100,00   | -     |
|                         | Outros                         | 6     | 1,55 / 100,00   |       |
| Votos Inválidos         | Votos Inválidos                | 6     | 1,54 / 100,00   | 0,73  |
| Total                   | Total                          | 391   | 100,00 / 100,00 |       |
| Eleitorado/Participação | Eleitorado/Participação        | 589   | 66,38 / 100,00  | 1,71  |

#### Vilar do Monte
| Partido                 | Partido                        | Votos | %               | +/-  |
| ----------------------- | ------------------------------ | ----- | --------------- | ---- |
|                         | Partido Social Democrata       | 143   | 37,43 / 100,00  | 8,07 |
|                         | Partido Socialista             | 122   | 31,94 / 100,00  | 2,66 |
|                         | CDS – Partido Popular          | 44    | 11,52 / 100,00  | 4,44 |
|                         | Bloco de Esquerda              | 32    | 8,38 / 100,00   | 4,29 |
|                         | Coligação Democrática Unitária | 14    | 3,66 / 100,00   | 0,66 |
|                         | PCTP/MRPP                      | 5     | 1,31 / 100,00   | 0,77 |
|                         | Outros                         | 9     | 2,35 / 100,00   |      |
| Votos Inválidos         | Votos Inválidos                | 13    | 3,41 / 100,00   | 0,40 |
| Total                   | Total                          | 382   | 100,00 / 100,00 |      |
| Eleitorado/Participação | Eleitorado/Participação        | 583   | 65,52 / 100,00  | 6,44 |

#### Vila Seca
| Partido                 | Partido                        | Votos | %               | +/-  |
| ----------------------- | ------------------------------ | ----- | --------------- | ---- |
|                         | Partido Social Democrata       | 331   | 44,97 / 100,00  | 4,90 |
|                         | Partido Socialista             | 235   | 31,93 / 100,00  | 3,36 |
|                         | CDS – Partido Popular          | 95    | 12,91 / 100,00  | 0,38 |
|                         | Bloco de Esquerda              | 39    | 5,30 / 100,00   | 1,53 |
|                         | Coligação Democrática Unitária | 10    | 1,36 / 100,00   | 0,69 |
|                         | Outros                         | 13    | 1,77 / 100,00   |      |
| Votos Inválidos         | Votos Inválidos                | 13    | 1,76 / 100,00   | 0,67 |
| Total                   | Total                          | 736   | 100,00 / 100,00 |      |
| Eleitorado/Participação | Eleitorado/Participação        | 1 114 | 66,07 / 100,00  | 2,51 |